# Turismo en Honduras

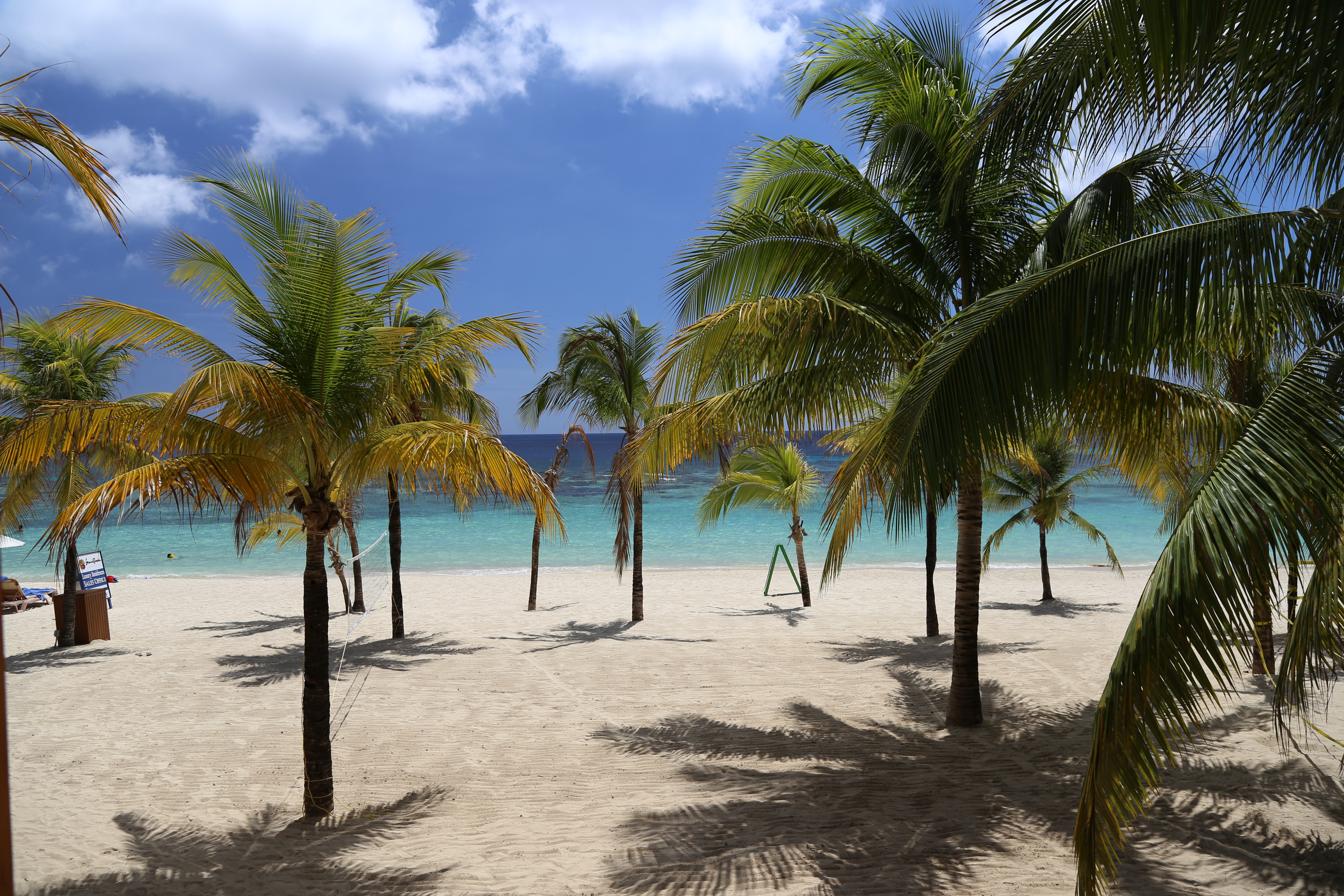
El turismo de playa es uno de principales motores económicos de Honduras.

Honduras es un país centroamericano con un extenso litoral en el mar Caribe (océano Atlántico), que incluye el golfo de Honduras en su sector noroccidental, y en el golfo de Fonseca (océano Pacífico). Posee diversas islas en ambos litorales, destacando las Islas de la Bahía en el Caribe y las Islas del Golfo en el golfo de Fonseca. Tiene fronteras terrestres y marítimas con Guatemala, Nicaragua y El Salvador, además de fronteras marítimas con Belice, México, Cuba, Islas Caimán, Jamaica y Colombia.
Patrimonio Cultural y Arqueológico
El país alberga yacimientos arqueológicos de relevancia, destacando los vestigios de la civilización Maya, así como sitios correspondientes a otras culturas precolombinas que habitaron el territorio hondureño. Estos sitios proporcionan una ventana a la rica historia y desarrollo de las sociedades ancestrales de la región. Dentro de estos, se encuentran las Ruinas de Copán que fueron declaradas Patrimonio de la Humanidad por la UNESCO en 1980.
Turismo Costero, Marítimo e Insular
Con aproximadamente 820 kilómetros de costa, Honduras presenta un significativo potencial para el turismo costero. Este se complementa con un robusto turismo marítimo e insular, que se desarrolla en diversos archipiélagos y formaciones insulares. En el mar Caribe, destacan los Cayos Zapotillos, las Islas de la Bahía (Roatán, Útila y Guanaja), los Cayos Cochinos y los Cayos Misquitos. En la vertiente del Pacífico, el Golfo de Fonseca contiene sus propias islas, las Islas del Golfo.
El mar Caribe hondureño conforma parte del Sistema Arrecifal Mesoamericano, el segundo más importante del mundo, un atractivo para el buceo y el snorkel.
Ecoturismo y Naturaleza
El Turismo ecológico, o ecoturismo, es un pilar fundamental de la oferta turística hondureña, sustentado por un considerable número de 97 áreas protegidas y 12 sitio Ramsar. Estas zonas salvaguardan una biodiversidad significativa y proporcionan escenarios para actividades como el senderismo, la observación de flora y fauna, y la exploración de ecosistemas diversos.
El territorio de Honduras es el más montañoso de Centroamérica, de interés para el turismo de montaña.
Geoturismo
El geoturismo centrado en la exploración de las cuevas y sistemas cavernarios del país. Estas formaciones geológicas, a menudo adornadas con espeleotemas (estalactitas, estalagmitas, etc.), ofrecen una experiencia única para los interesados en la geología y la espeleología.
Turismo Histórico y Cultural
El turismo histórico en Honduras abarca un amplio periodo temporal, desde la época precolombina hasta la contemporánea. Se focaliza en las grandes proezas de los Héroes y Próceres de Honduras, el proceso de la Conquista de Honduras, el legado de la Historia colonial de Honduras, y el desarrollo de sus diversas culturas a lo largo del tiempo. Adicionalmente, la narrativa de la integración centroamericana se entrelaza con este segmento, proporcionando un contexto regional a la historia nacional.
En 2019 Honduras recibió 2,8 millones de turistas extranjeros, la mitad de esos turistas fueron cruceristas.

## Principales atractivos turísticos
- Islas de la bahía

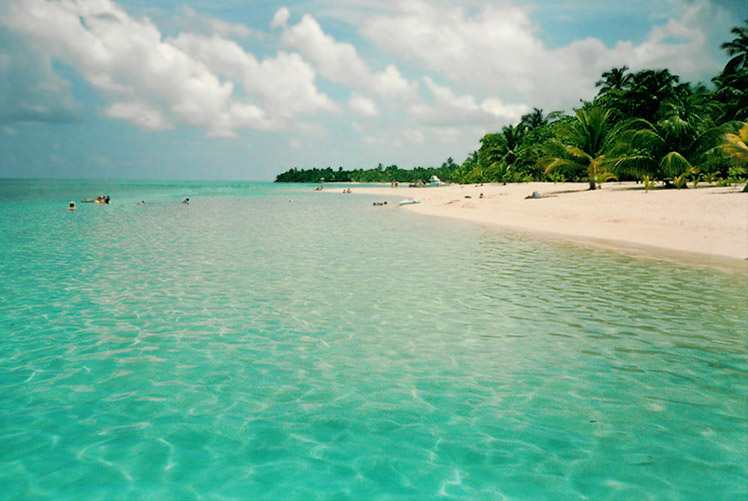
West Bay, Roatán, islas de la bahía Honduras.

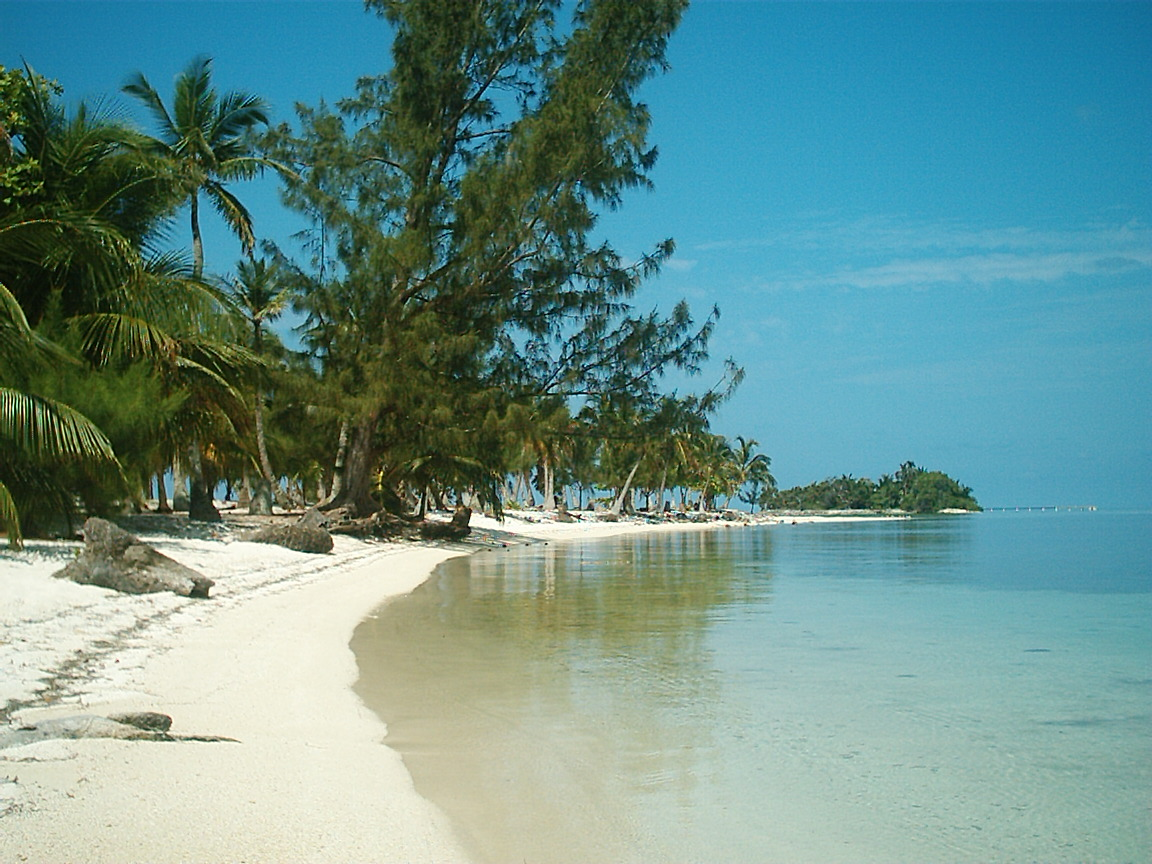
Panaroma de playas de arena blanca en la isla Utila.

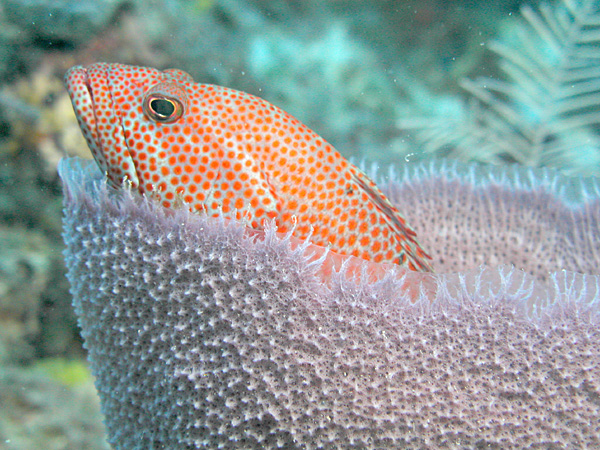
Arrecife de coral en las islas de la Bahía Honduras.

Islas de la bahía es un departamento al norte de Honduras está conformado de tres grandes islas y pequeños islotes, las mayores de estas islas son Utila, Roatán, Guanaja, Cayos Cochinos y Cayos Zapotillos. En las playas de Roatán es donde más cruceros llegan al país, también en estas islas del Caribe hondureño se puede bucear, en el segundo arrecife de coral más grande del mundo y además es de los más saludables del planeta, además es uno de los lugares más turísticos en el mundo.
- Sitio arqueológico Copán

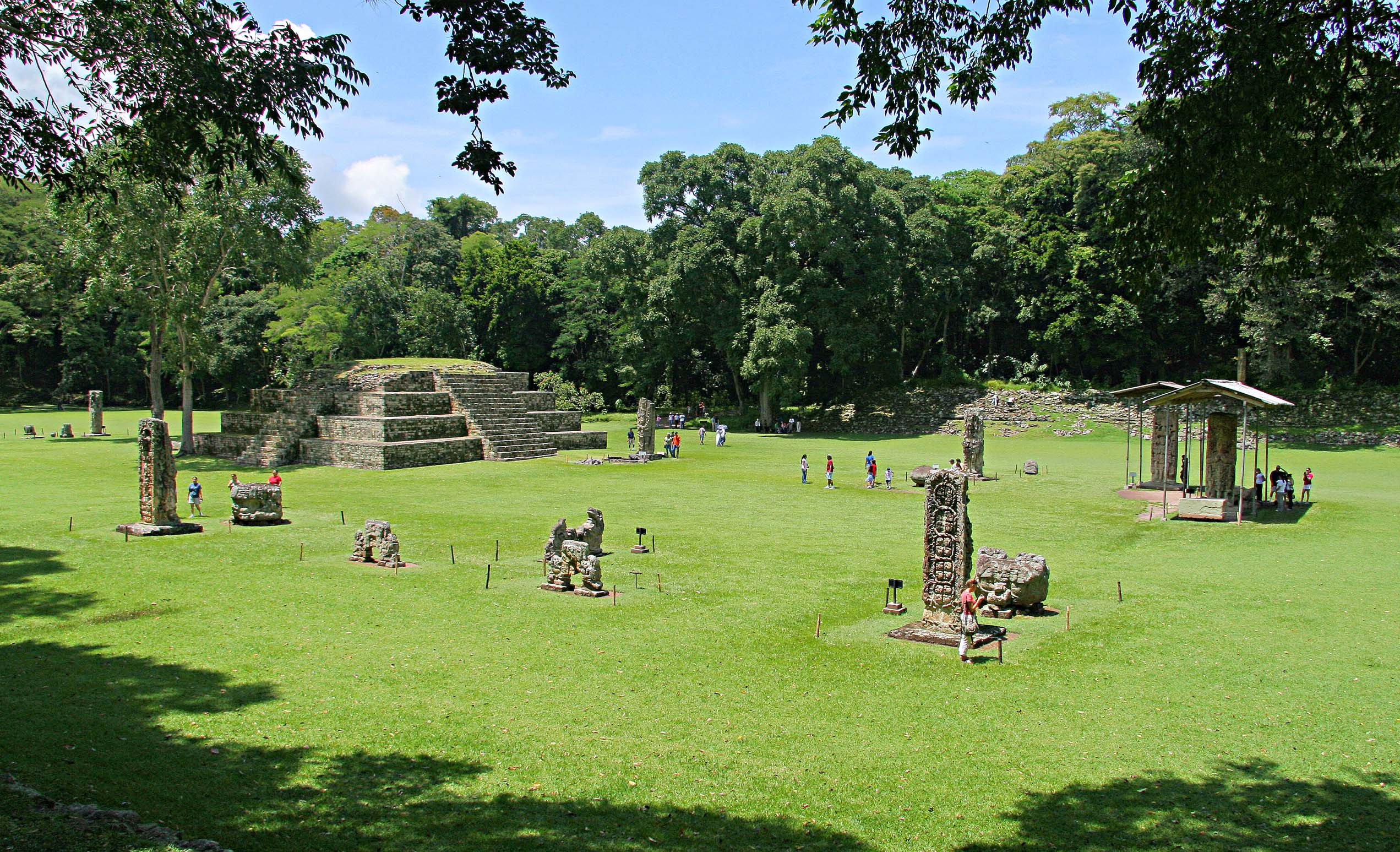
Gran plaza de las estelas, Copán, Honduras.

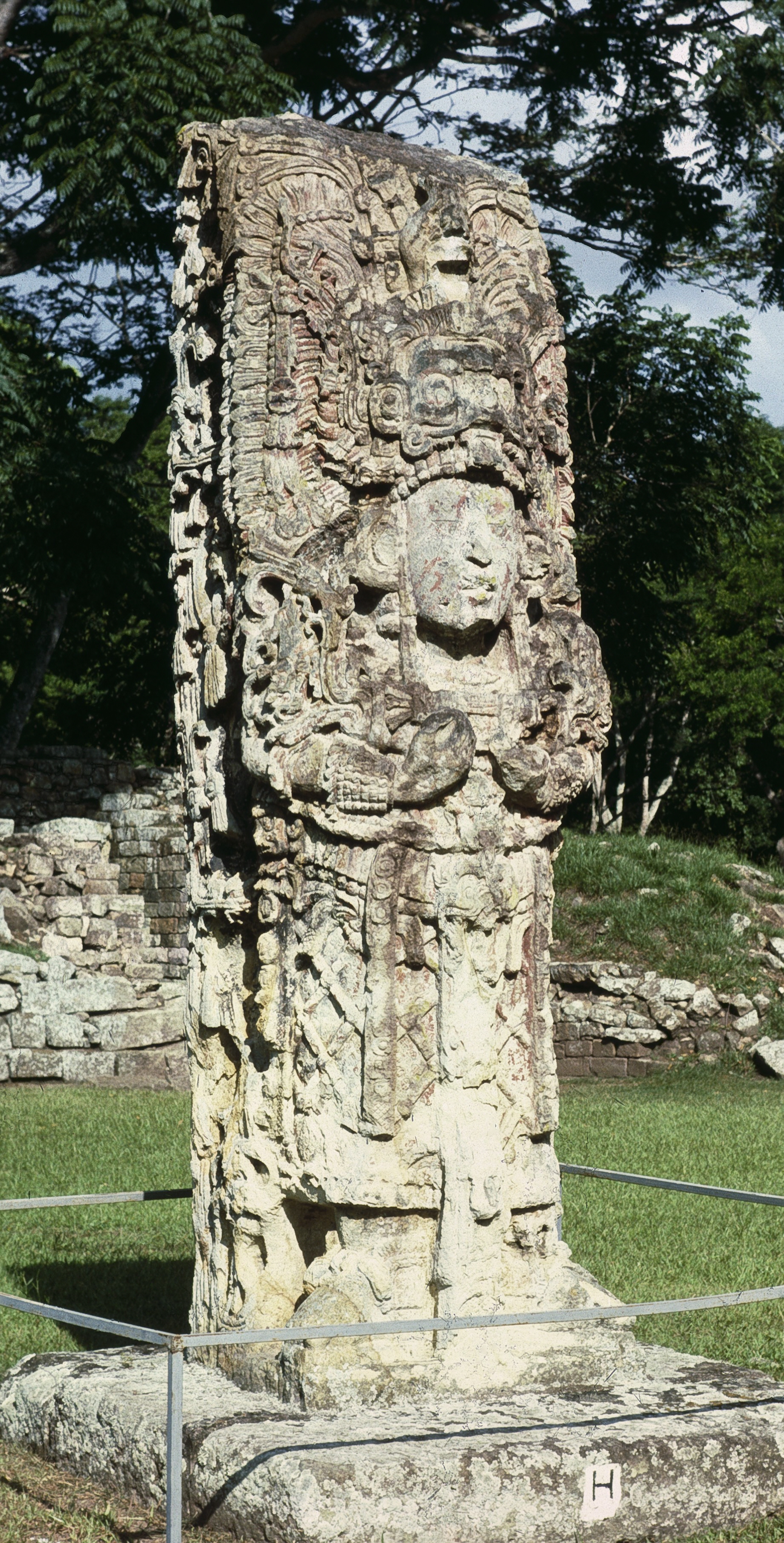
Estela H de Copán, por encargo de Uaxaclajuun Ub'aah K'awiil.

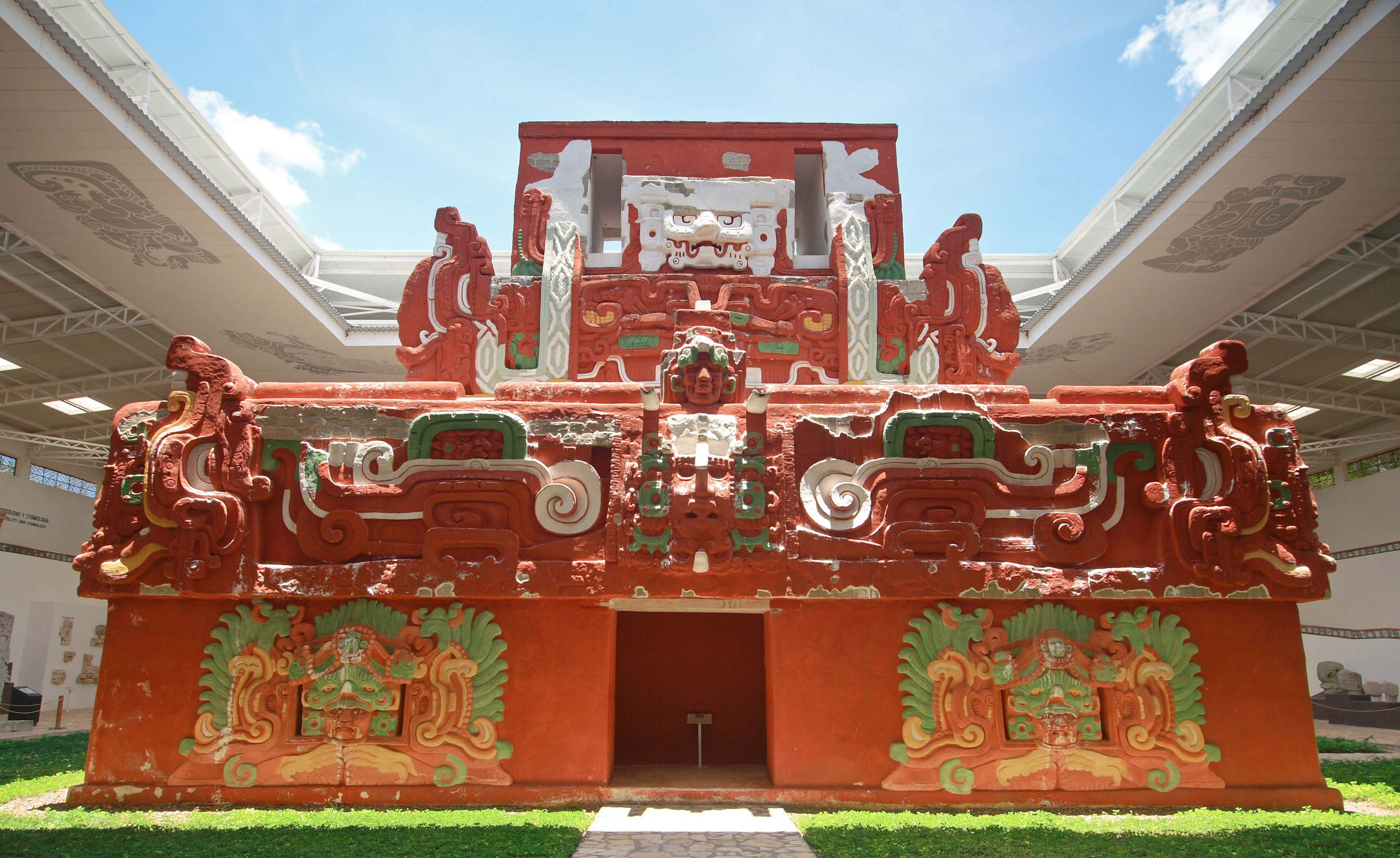
Rosalila, Copán, Honduras.

Copán es un sitio arqueológico de la antigua civilización maya ubicado en el departamento de Copán al occidente de Honduras. En 1980 la UNESCO declaró a Copán como patrimonio de la humanidad. A Copán se le considera como el París del mundo maya, además son las ruinas mayas en mejor estado del mundo maya.
- Reserva de la biosfera de el río Plátano

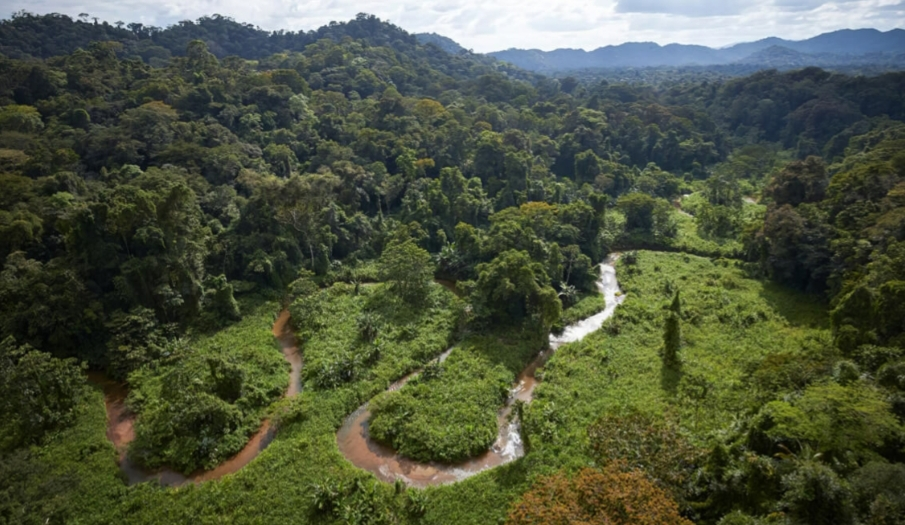
Selva tropical de la Biosfera de río Plátano

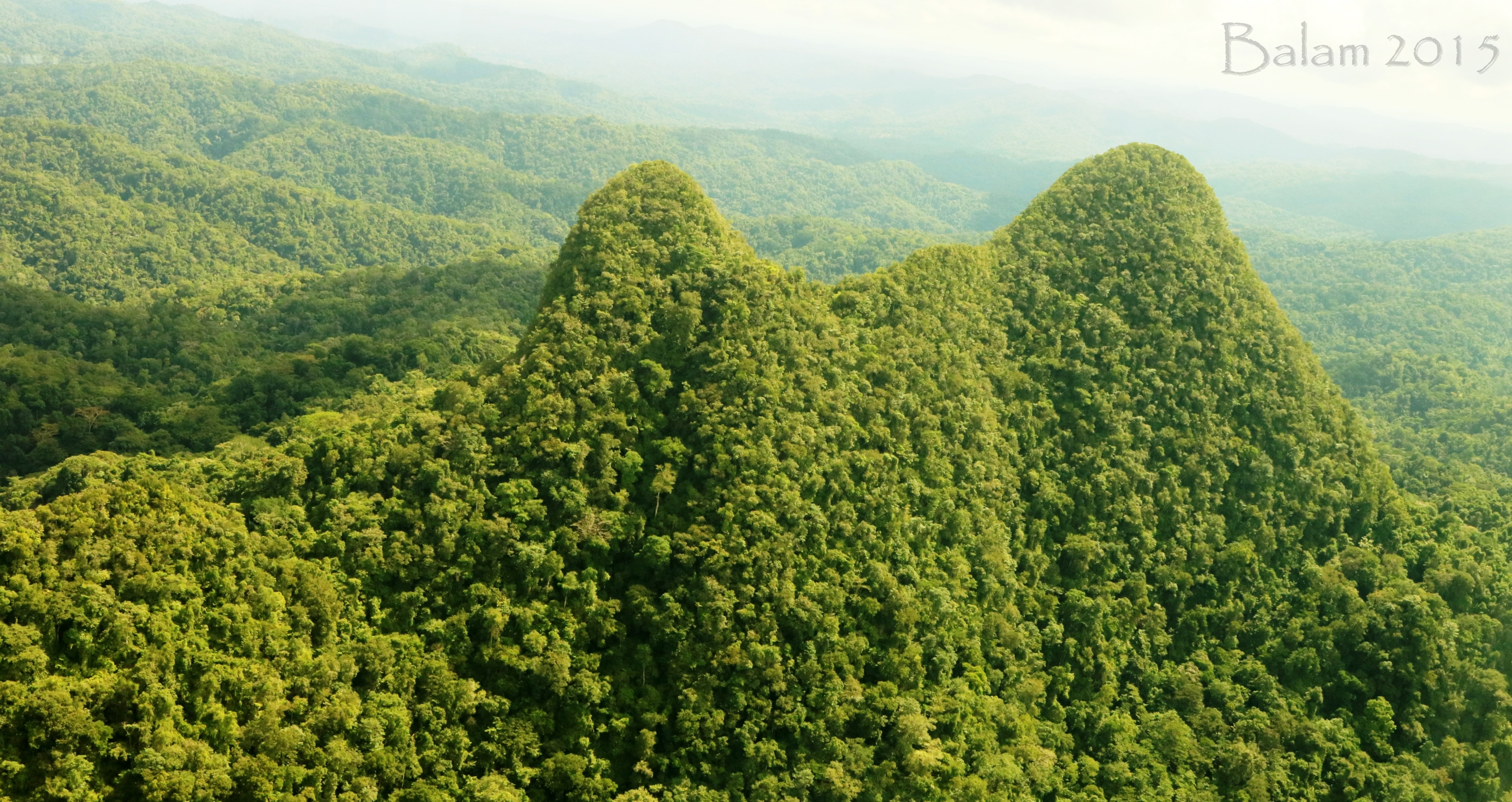
Zona núcleo de la Reserva de la biosfera de Río Plátano.

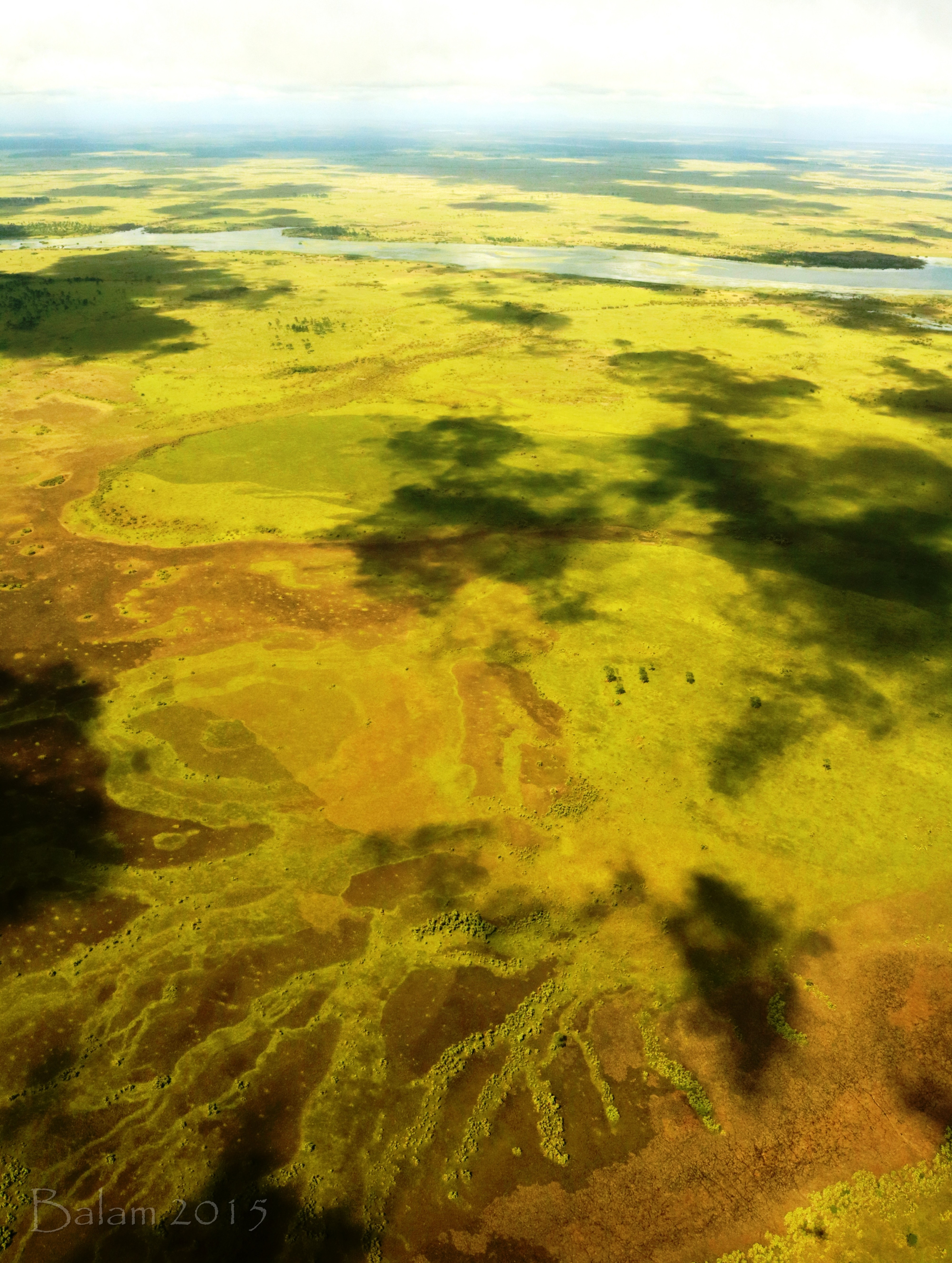
Sistema de humedales en el municipio de Brus Laguna, en el Departamento de Gracias a Dios.

La Reserva de la Biosfera de Río Plátano está localizada en el Departamento de Gracias a Dios La Mosquitia, la región en la costa caribeña de Honduras. Tiene una extensión de unos 9,871 km² y abarca tanto montañas como tierras bajas de selva tropical con una gran biodiversidad,
La reserva ha sido declarada Patrimonio de la Humanidad y Reserva de la Biosfera por la Unesco, en el año 1981, y si se le incluye con la Reserva de la Biosfera Bosawás que geográficamente son una sola selva, siendo así la segunda selva más grande del hemisferio occidental con más de 38,740 km de zonas selváticas, después de la selva amazónica en Brasil. Incluso participó como una de las siete Maravillas natutales del planeta.
- Lago de Yojoa

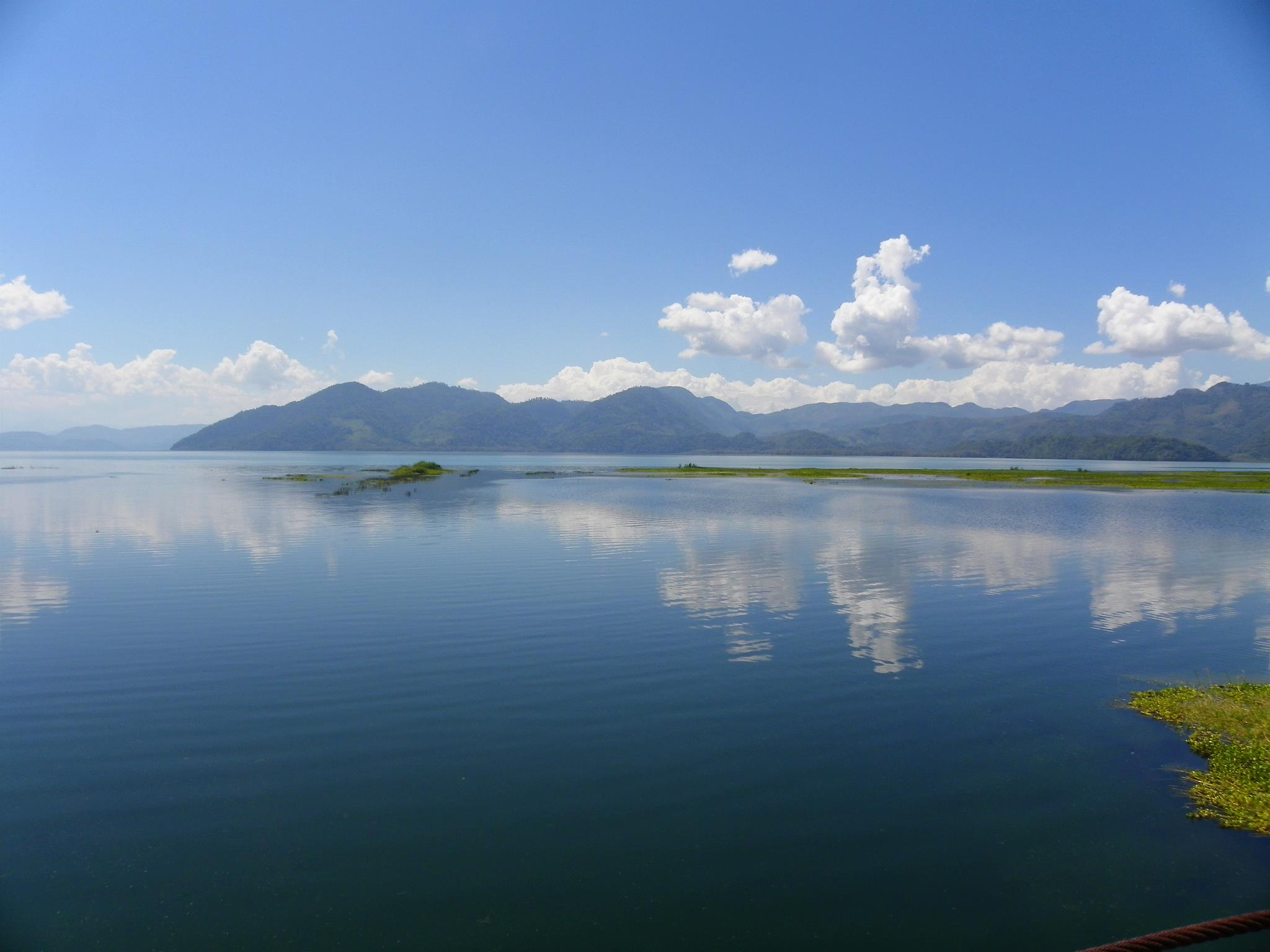
El hermoso Lago de Yojoa.

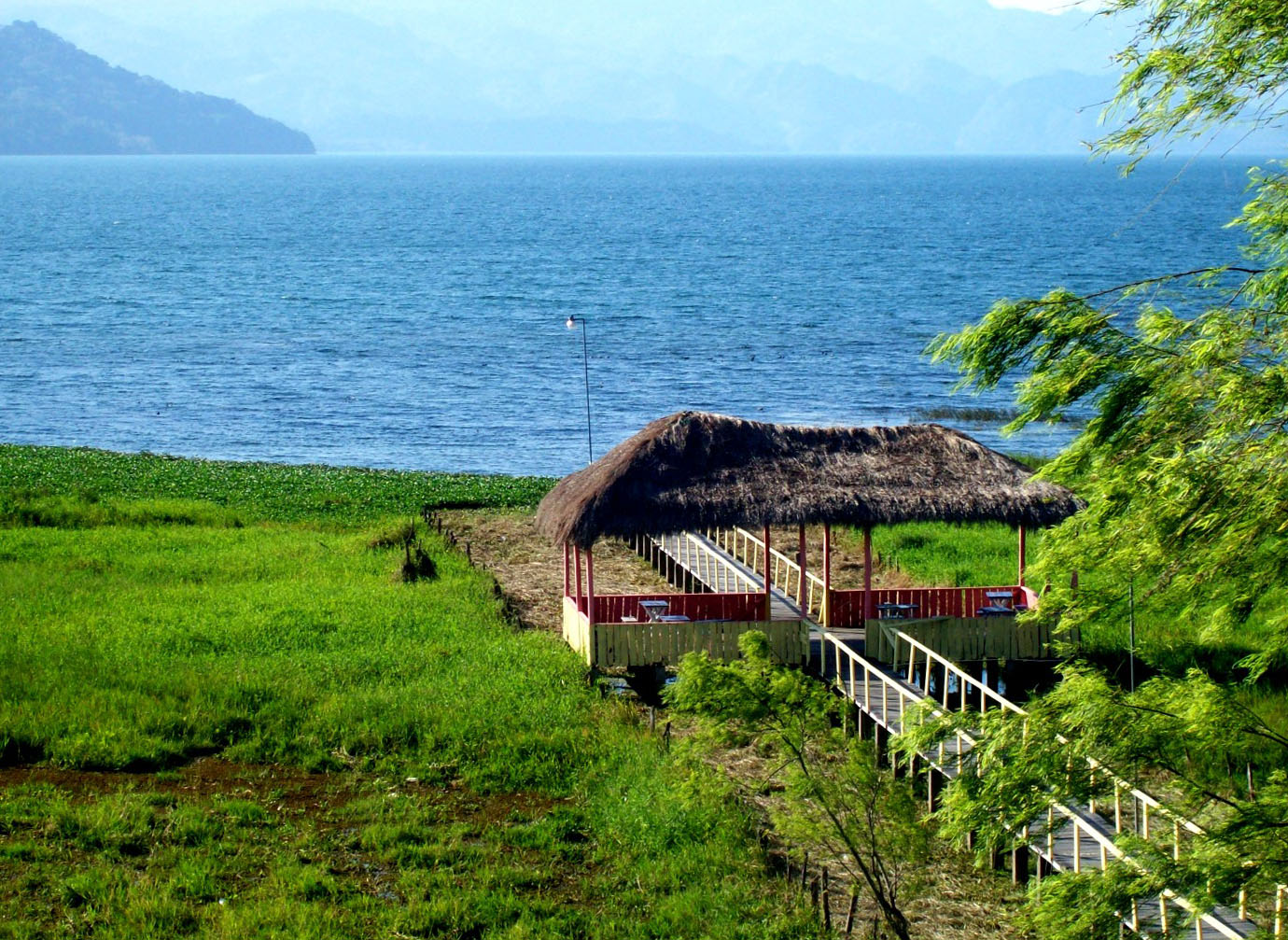
Vista del lago de Yojoa.

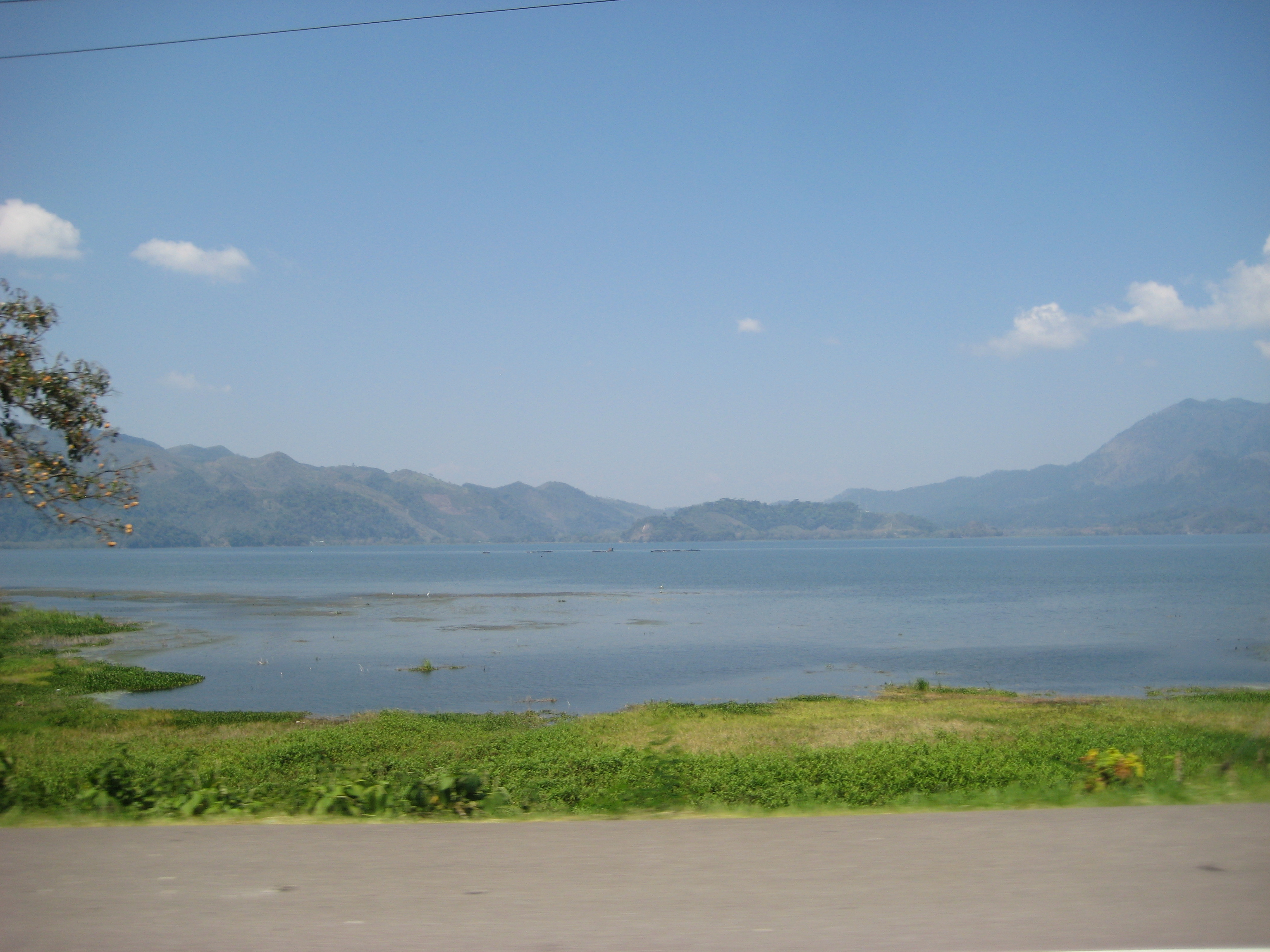
Lago Yojoa panorama

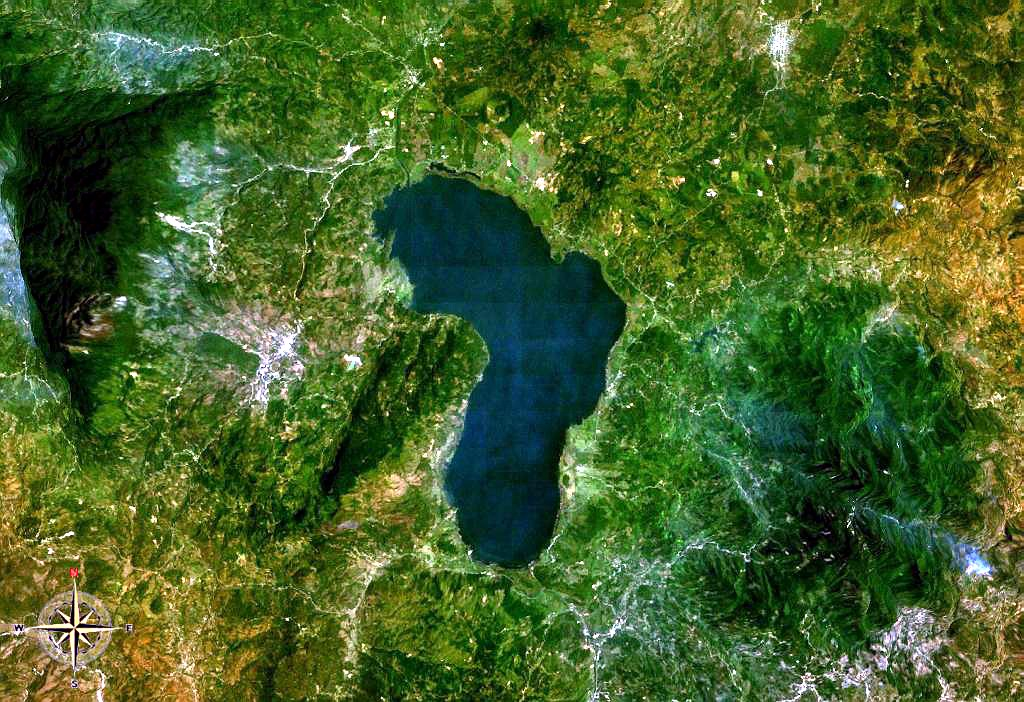
vista satélital del lago de Yojoa Honduras.

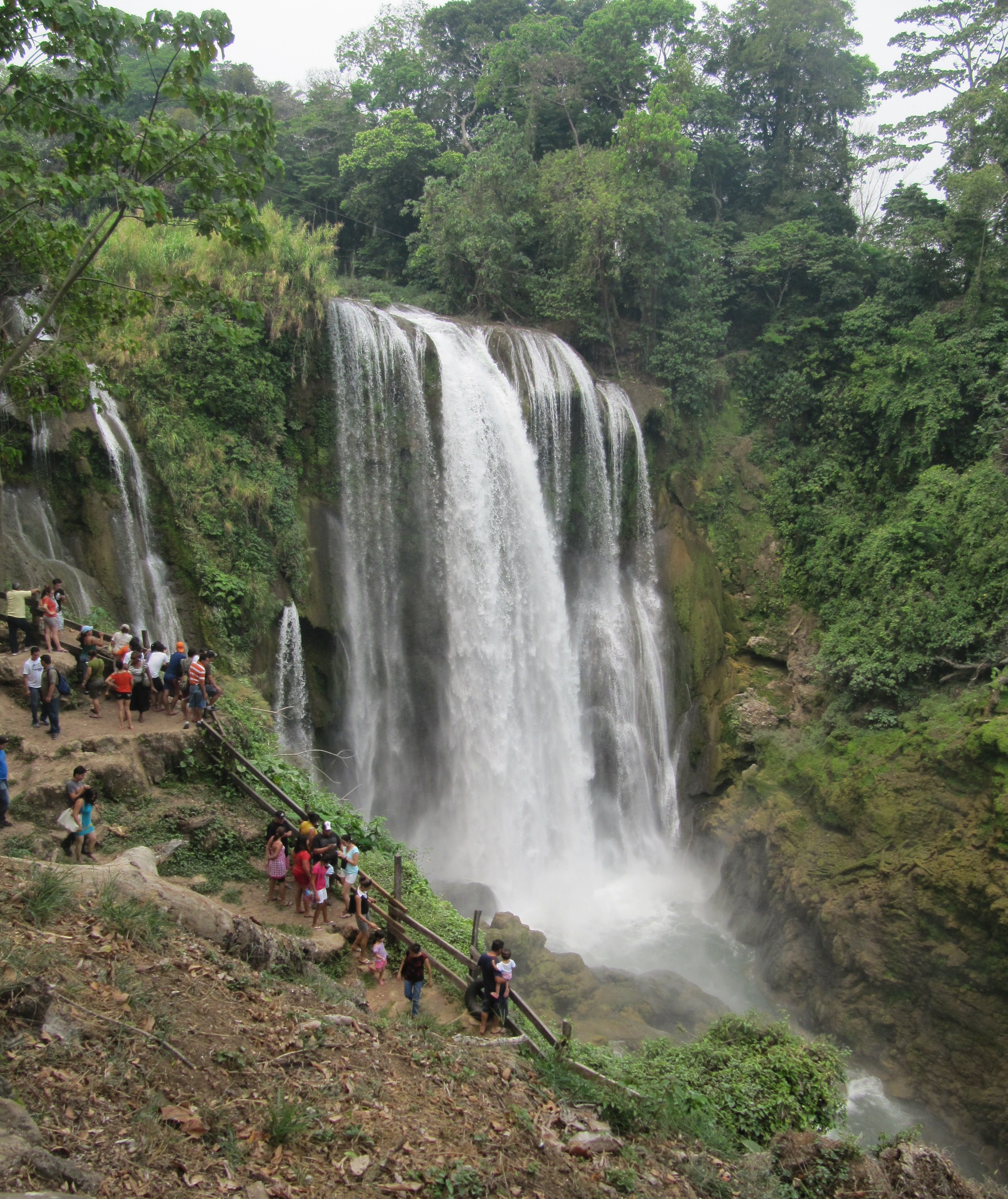
Cataratas de Pulhapanzak a 17 km del lago de Yojoa.

El Lago de Yojoa es el lago de agua dulce más grande de Honduras, tiene una longitud de 16 km y un ancho de 6 km. El lago es un punto de interés conocido a nivel mundial entre los amantes de aves por poseer gran biodiversidad de aves en sus orillas selváticas como el Quetzal y muchas más aves exóticas. La cuenca del Lago de Yojoa es probablemente la cuenca con mayor diversidad de aves en toda Honduras. A la orilla del lago hay hoteles con personalidad muy propia y a los lados de la carretera existe una gran cantidad de restaurantes y comedores donde el principal plato es el pescado frito al estilo “del lago”, con tajadas de plátano. El Lago de Yojoa se encuentra a unos 184 kilómetros de Tegucigalpa.
- Cataratas de Pulhapanzak

Al Norte de Lago de Yojoa (N): La cataratas de Pulhapanzak poseen una altura de 43 metros, se ubican al Norte de Lago de Yojoa se encuentran las Cataratas de Pulhapanzak, en San Francisco de Yojoa, Cortés. Además se encuentra el nacimiento de Pulhapanzak como sitio de interés turístico.
Al Sur del Lago de Yojoa (S): Se ubica en Azacualpa, San Pedro de Zacapa, Santa Bárbara; las fuentes termales con fumarolas y agua termales.
- Playas del Caribe (Playas caribeñas)

Nuestras costas atlánticas poseen una arena blanca, partiendo desde Omoa, brazo oriente del río Motagua, desembocadura barra de Motagua; hasta Cabo Gracias a Dios.
Macro-zonas costeras:
Bahía de Omoa, Bahía de Puerto Cortés, Costa sinuosa de punta Caballos a punta Sal, Bahía de Tela (posee una bahía anidada de punta El Triunfo a punta Izopo u Obispo), Costa accidentada de punta Izopo a punta La Ceiba (barra del Cangrejal), Costa accidentada de La Ceiba a punta Betulia, Bahía de Trujillo, Bahía abierta con punta curva de Punta Caxinas a Cabo Camarón (ensenada Sartén), ensenada accidentada con lagunas costeras de Cabo Camarón al vértice de Barra Patuca, ensenada accidentada con lagunas costeras del vértice Barra Patuca a Cabo Falso (ensenada de Caratasca), ensenada de Gracias a Dios.
- Playas del Pacífico (Playas pacíficas)

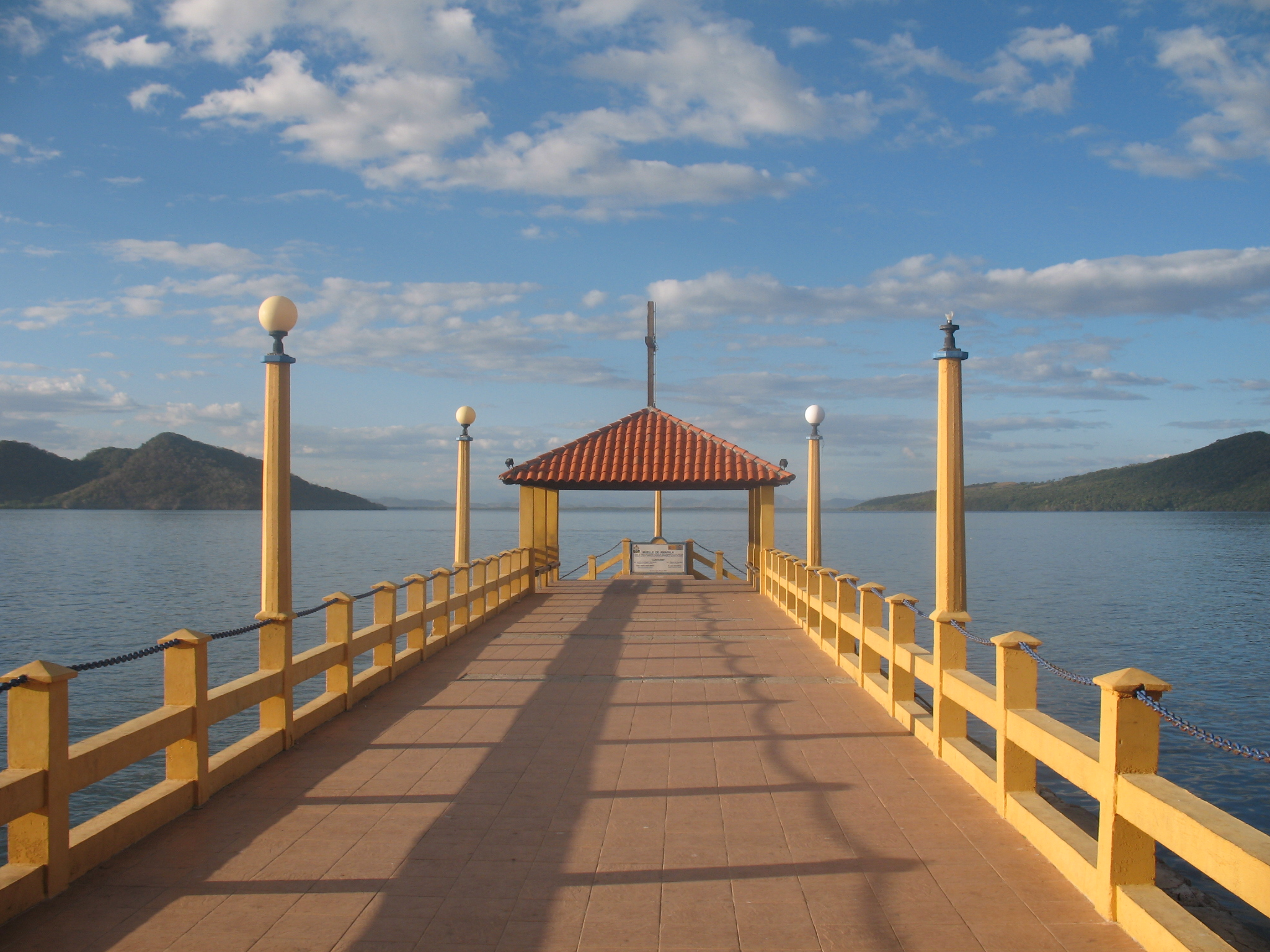
Puerto de Amapala

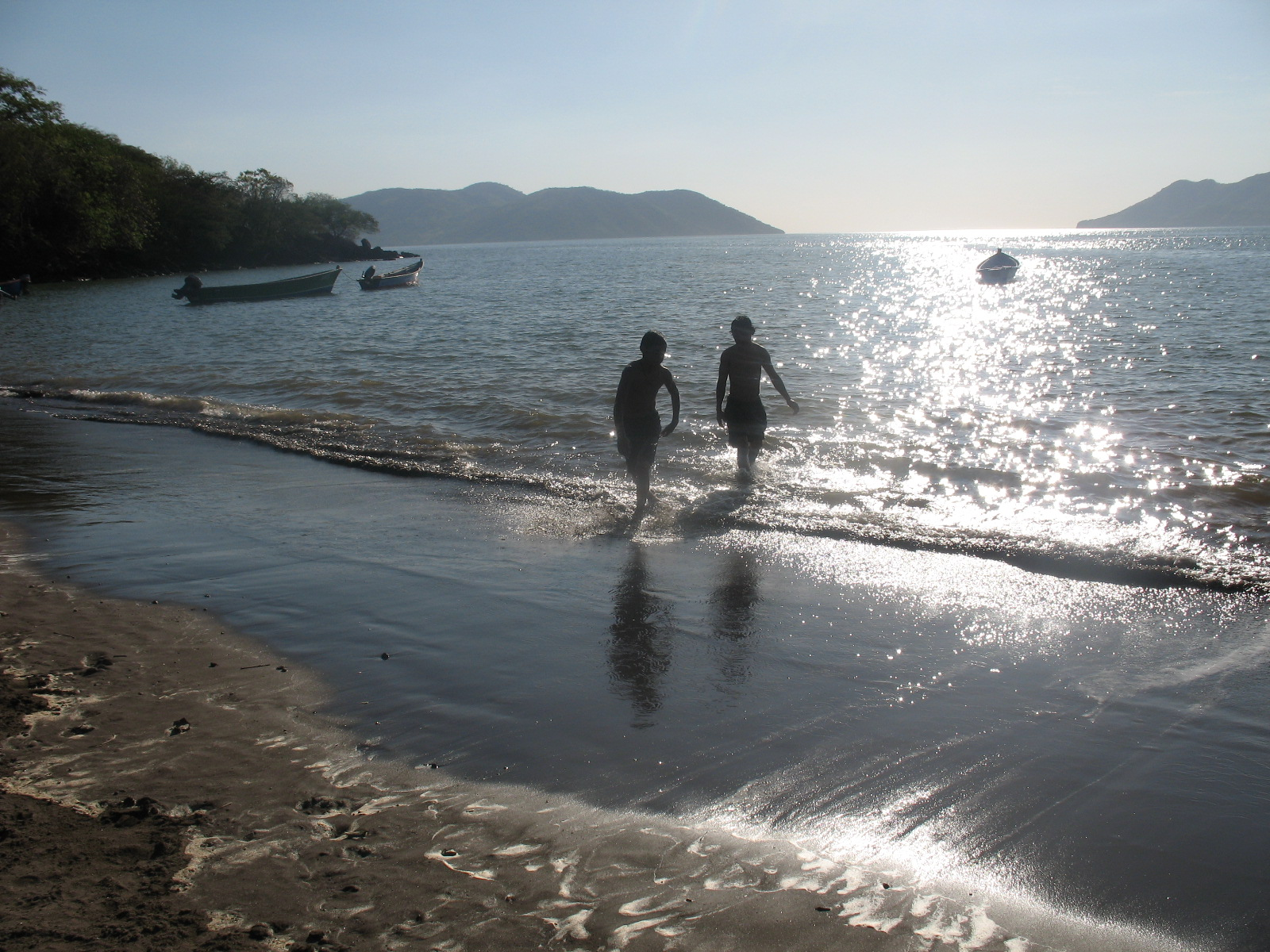
Niños jugando en Amapala

En la costa pacífica sus costas están compuestos por su historial volcánico, en el Arco volcánico centroamericano del Cinturón de fuego del Pacífico, que atraviesa el Golfo de Fonseca, formando playas continentales de arena volcánica, lo que le da ese tono gris, café y café oscuro característico en sus arenas. Macro-zonas costeras: Punta Ratón y la ensenada de Marcovia (compuesta por varias playas).
- Islas del Golfo

Las Islas del Golfo está compuesto por 39 islas e islotes ubicados en el Golfo de Fonseca, océano Pacífico, dentro de los que resaltan Isla del Tigre, Isla Zacate Grande, isla Garrobo, Isla Inglesera y Isla Exposición. Sus playas insulares tienen un origen mezclado entre coralino y volcánico, con algunos lugares de predominio entre uno o el otro, que le da su característica tonalidad.
- Geoturismo

Atractivos de naturaleza geológica.
- - Cuevas de Talgua
  - Cuevas de Taulabe

- Turismo de patrimonio intangible

La experiencia turística en la gastronomía (turismo culinario y de bebidas), la cultura Misquita (lengua, danza y música), deportividad nacional y ciudades coloniales (Comayagua, Valle de Ángeles, Cantarranas, ...)

## Patrimonio de la Humanidad
- Patrimonio cultural inmaterial: 
  - La lengua, la danza y la música de los Garifunas
  - Los conocimientos y prácticas tradicionales para la fabricación y el consumo de pan de yuca.
- Reserva de la biosfera de Río Plátano
- Copán Ruinas

## Indicativos a Patrimonio de la Humanidad
Dentro de la lista tentativa que ha presentado Honduras a la UNESCO se encuentran:
- Reserva de la biosfera de Río Plátano (ampliación de cubertura)
- Pueblos Mineros del Centro y Sur de Honduras
- Cueva del Gigante
- Fortaleza de San Fernando

## Sitios Ramsar
Humedales de Importancia Internacional:
- Barras de Cuero y Salado
- Parque Nacional Jeanette Kawas
- Refugio de Vida Silvestre Punta Izopo
- Sistema de Humedales Laguna de Zambuco (SH-LZ)
- Sistema de Humedales de la Zona Sur de Honduras
- Laguna de Bacalar
- Subcuenca del Lago de Yojoa
- Sistema de Humedal Laguna de Alvarado
- Sistema de Humedales Cuyamel-Omoa
- Sistema de Humedales de la Isla de Guanaja
- Sistema de Humedales de Santa Elena
- Sistema de Humedales de la Isla de Útila

## Islas de Honduras
- Noroeste: Cayos Zapotillos
- Norte: Útila, Roatán, José Santos Guardiola, Guanaja, Cayos Cochinos y Islas del Cisne
- Noreste: Cayos Misquitos
- Suroeste: Isla Garrobo, Isla Inglesera y Isla Exposición.
- Sur: Isla Zacate Grande y Isla del Tigre.
- Sureste: Isla de Las Almejas y Isla del Amor.

No se han desarrollado turísticamente en el norte las Islas del Cisne y Cayos Misquitos; en el sur la Isla Garrobo, Isla Inglesera y Isla Exposición.

## Playas de Honduras
- Noroeste: Omoa y Cayos Zapotillos.
- Norte: Tela, La Ceiba, Playa Miami Tela, Trujillo y Departamento de Islas de la Bahía.
- Noreste: Cayos Misquitos.
- Suroeste: Isla Garrobo, Isla Inglesera y Isla Exposición.
- Sur: Isla Zacate Grande y El Tigre.
- Sureste: Isla de Las Almejas, Isla de La Vaca y Isla del Amor.

Playas de la Costa Norte
- Playas de Cortés

Playa de Omoa:
Barra del Motagua, Barra de Cuyamel, Playa Buena Vista, Playa Las Flores de Estero Prieto, Playa Masca, Playa El Paraíso, Playa Muchilena, Playa Chachahuala, Playa Río Coto, Playa de Omoa (Playa Arena Blanca, Playa Los Gorditos, Playa Viña del Mar, Playa Mar de Plata Omoa, Playa Brisas del Caribe), Playa Chivana, Playa Tulian Río, Playa Cieneguita.
Playa de Puerto Cortés:
Playa de Río Mar, Playa de la Coca Cola, Playa del Faro, Playa de Mareja y Vacacional, Playa Travesía, Playa Adan, Playa La Chufla, Playa Titabla, Playa Grande, Playa Bajamar y Playa de Saraguama.
- Playas de Atlántida:

Playa de Tela:
(Barra Ulua, Barra de Río Tinto, La Ensenada, Puerto Escondido, Playa Cocalito, Playa La Bolsa o Puerto Sal, Bahía de Puerto Sal, Punta Sal Tela, Playa Miami Tela, Playa Tornabé, Playa San Juan del Mar, Playa El Paraíso, Playa Municipal de Tela, Playa La Ensenada, Playa El Triunfo de La Cruz, Barra del Río Plátano, Barra del Río Hicaque).
Playa de Arizona: (Punta Izopo u Obispo), Playa Esparta: (La Esperanza, Carbajales, Barra Colorado, Bella Vista, Refugio de vida silvestre Cuero y Salado), Playa La Masica, Playa San Francisco, Playa El Porvenir, Playa La Ceiba: (La Ceiba Sector 1, La Ceiba Sector 2, La Ceiba Sector 3, Playa de Perú, Playa de Piedra Pintada o La Colorada, Playa de Corozal, Playa Villa Nuria y Playa Sambo Creek), Playa de Jutiapa: (Parque Nacional Nombre de Dios y Playa Nueva Armenia).
- Playas de Colón

Playa de Balfate, Playa de Santa Fe: (Barra Río Esteban, Playa Bambú, Barra Río Coco
, Playa Betulia), Playa de Trujillo (Playa Trujillo, Playa Jericó, Playa Puerto Castilla, Barra de Chapagua), Playa de Santa Rosa de Aguán, Playa de Limón, Playa de Iriona: (Playa El Urraco, Playa Punta Piedra, Playa Cusuna, Playa La Puerta, Playa Cusuna, Playa Iriona).
- Playas de Gracias a Dios

Playa de Juan Francisco Bulnes (Playa Batalla, Playa Tocamacho, Área natural protegida Parque Laguna de Bacalar, Playa Tasbarraya, Cordón litoral de Laguna Ebano): Baltimore), Playa Brus Laguna (Reserva de la biosfera de Río Plátano, Cordón litoral de la Laguna de Brus: Huarta y Tusi Cocal, Mocobila), Playa de Ahuas: (Barra Patuca, Cordón litoral de Laguna Laguntara: Claura), Playa de Puerto Lempira: (Cordón litoral de Laguna de Caratasca: Patlaya, Uhí, Pusuaya, Yahurabila, Barra de Caratasca, Kaskí, Dapat, Cauquira, Tay Lirila y Barra Kruta), Playa de Ramón Villeda Morales (Usibila, Raya, Clubkí, Irlaya y Cabo Gracias a Dios).
- Corredor Biológico del Atlántico

Playa de Refugio de Vida Silvestre Cuyamel
Parque nacional Jeanette Kawas
Refugio de Vida Silvestre Marino Bahía de Tela
Parque nacional Punta Izopo
Refugio de vida silvestre Cuero y Salado
Parque Nacional Nombre de Dios
Refugio de Vida Silvestre Laguna de Guaimoreto
Refugio de Vida Silvestre Laguna de Bacalar
Reserva de la biosfera de Río Plátano
Reserva biológica Laguna Caratasca
Parque Nacional Kruta

Playas de la Costa Sur
Playa Ratón, Playa Punta Ratón, Playa Los Delgaditos, Playa del Carretal, Playa Boca de Río Viejo, Playas de Cedeño, Playa de El Edén, Playa El Venado, Playa Brisas del Mar, Playa Las Iguanas, Playa de Punta Condega y las playas de las Islas del Golfo, como la Playona de Exposición, Playa Grande y Playa Negra, Playa Las Gaviotas o Guayaba Dorada.
- Corredor Biológico del Pacífico

Área de Manejo Hábitat/Especies Bahía de Chismuyo (AMH/E-BCH),
Área de Manejo Hábitat por Especies Bahía de San Lorenzo (AMH/E-BSL),
Área de Manejo Hábitat por Especies Los Delgaditos (AMH/E-LD) y
Área de Manejo Hábitat por Especies Las Iguanas y Punta Condega (AMH/E-LI&PC)
- Corredor Biológico Cacique Lempira

## Fortificaciones antiguas de Honduras

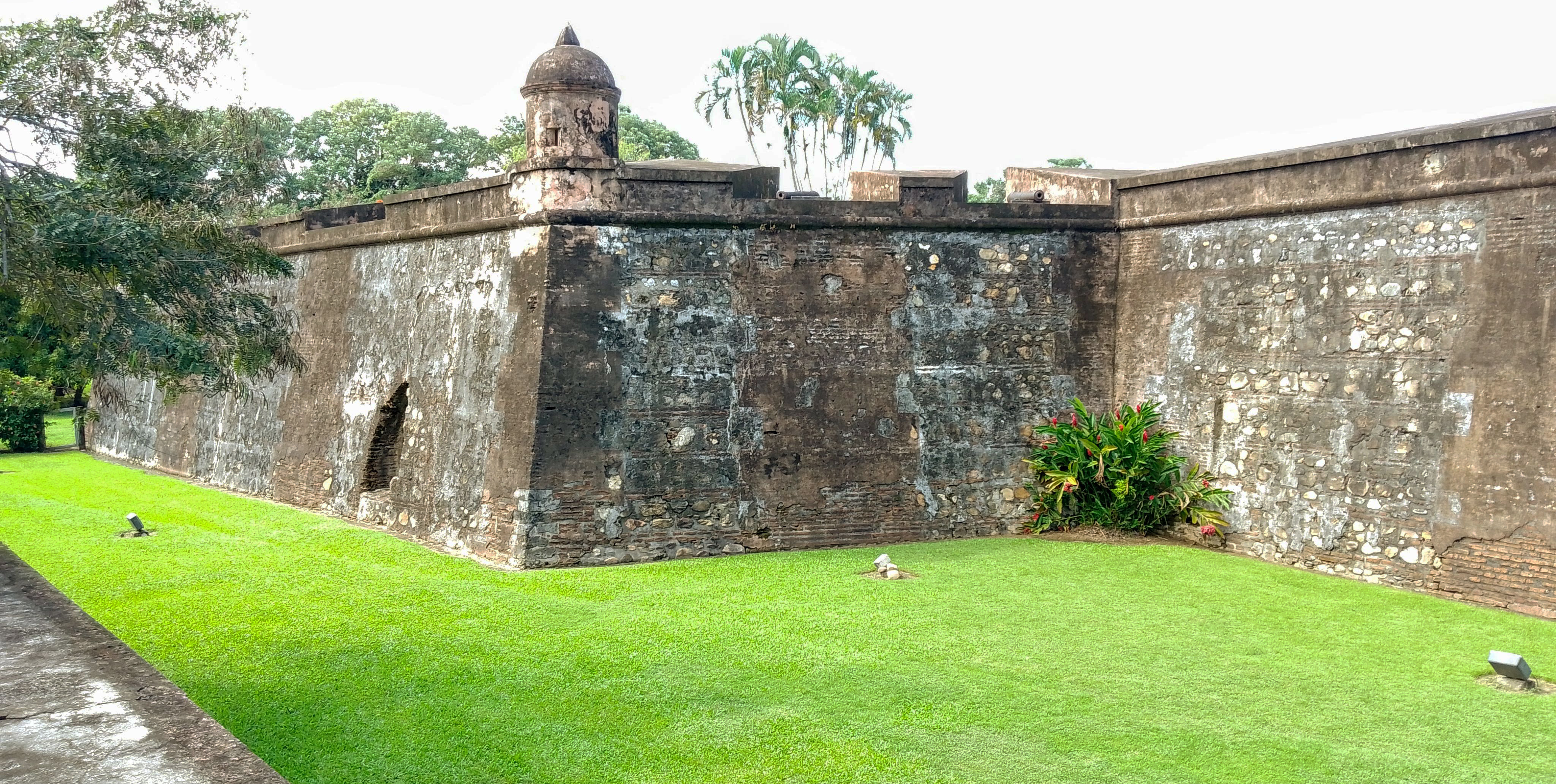
El fuerte de San Fernando en Omoa.

Fortificaciones antiguas de Honduras:
- Fuerte San Cristóbal (Gracias) en Gracias, Lempira.

Fortificaciones del antiguo Imperio Español:
- Fortaleza de San Fernando en Omoa, Cortés.
- Real Recinto de Omoa en Omoa, Cortés.
- Fortaleza de Santa Bárbara en Trujillo, Colón.

## Turismo Lacustre
Turístico
- Lago de Yojoa y Parque La Laguna en Santa Lucía

Sin desarrollo turístico 
- Laguna El Pedregal, Laguna de Alvarado, Laguna Huchinson, Laguna El Diamante, Laguna de Los Micos, Laguna Negra, Laguna de Zambuco, Laguna de Guaimoreto, Laguna de Bacalar (Honduras), Laguna Ebano, Laguna de Brus O Cartine, Laguna Rapalo, Laguna Laguntara, Laguna Tilbalakan, Laguna Siksa, Laguna Warunta, Laguna de Caratasca, Laguna de Tansin, Laguna Cojunta, Laguna de Liwa, Laguna de Apalka, Laguna de Chiligatoro y Laguna de Ticamaya.

## Turismo Ambiental
- Noroeste: Parque nacional Montaña Santa Bárbara, Área de Uso Múltiple Lago de Yojoa, Reserva de Recursos El Cajón, Parque nacional Cerro Azul Meámbar, Parque Nacional Pico Pijol, Refugio de Vida Silvestre Montañas de Mico Quemado y las Guanchías, Zona de Reserva del Merendón, Parque Nacional Cusuco, Parque Nacional Cusuco, Parque Nacional Omoa, Refugio de Vida Silvestre Cuyamel, Parque nacional Jeannette Kawas, Refugio de Vida Silvestre Bahía de Tela y Jardín botánico Lancetilla,Parque nacional Punta Izopo.
- Norte: Refugio de vida Silvestre Corralitos, Reserva biológica El Chile, Parque nacional Montaña de Comayagua, Reserva biológica Misoco, Refugio de vida Silvestre El Armado, Reserva Forestal y Antropología Montaña de la Flor, Parque nacional Montaña de Yoro, Refugio de Vida Silvestre La Muralla, Reserva biológica El Cipresal, Refugio de Vida Silvestre Colibrí Esmeralda Hondureño, Refugio de vida Silvestre Texiguat, Parque nacional Pico Bonito, Refugio de vida silvestre Cuero y Salado, Parque nacional Nombre de Dios, Monumento natural Marino Cayos Cochinos, Parque nacional Marino Islas de la Bahía.
- Noreste: Monumento natural Boquerín, Reserva Antropológica y Forestal Pech Montaña El Carbón, Parque nacional Montaña de Botaderos Carlos Escaleras Mejía, Parque nacional Sierra de Río Tinto, Parque nacional Capiro y Calentura, Refugio de Vida Silvestre Laguna de Guaimoreto y Parque nacional Marino abogado Agustín Córdova Rodríguez
- Este: Refugio de Vida Silvestre Laguna de Bacalar, Reserva de la biosfera de Río Plátano, Reserva de la biosfera Tawahka Asangni, Parque nacional Warunta, Reserva biológica Rus Rus, Reserva Forestal Mocorón, Reserva biológica Laguna Caratasca, Parque nacional Kruta.
- Sureste: Parque nacional Patuca, Área de Producción de Agua Danli-Apaguiz, Reserva biológica Yuscarán y Reserva biológica Cerro de Uyuva.
- Sur: Parque nacional La Tigra, Parque Naciones Unidas El Picacho, Parque nacional La Botija, Área de Uso Múltiple Cerro Guanacaure, Área de Manejo de Hábitat por Especie La Berberia, Área de Manejo de Hábitat por Especie San Bernardo, Área de Manejo de Hábitat por Especie El Jicarito, Área de Manejo de Hábitat por Especie Las Iguanas Punta Condega, Área de Manejo de Hábitat por Especie Los Delgaditos, Área de Manejo de Hábitat por Especie Bahía de San Lorenzo, Parque nacional Marino Archipiélago del Golfo de Fonseca y Área de Manejo de Hábitat por Especie Bahía de Chismuyo.
- Suroeste: Parque nacional Congolón, Coyocutena y Piedra Parada, Reserva biológica Sabanetas, Zona Productora de Agua Reserva El Jilguero, Reserva biológica Guajiquiro, Reserva biológica Montecillos, Reserva biológica Yerba Buena, Parque nacional de la Sierra de Agalta y Parque nacional Marino Cayos Misquitos.
- Oeste: Reserva de la biosfera transfronteriza Trifinio-Fraternidad, Parque nacional Montecristo Trifinio, Reserva de Vida Silvestre Erapuca, Reserva biológica El pital, Reserva biológica Guisayote, Parque nacional Cerro Azul Copán, Parque nacional Montaña de Celaque, Reserva biológica Volcán Pacayita, Refugio de Vida Silvestre Montaña Verde, Refugio de Vida Silvestre Montaña de Puca, Reserva biológica Opalaca y Refugio de Vida Silvestre Mixcure.

## Historia
El territorio de la actual Honduras fue descubierto en el cuarto viaje de Cristóbal Colón entre 1502 y 1503, en ese tiempo era llamada Guaymuras o Hibueras por los indígenas locales, fue seguido de la conquista de los habitantes y posteriormente de la exploración de las tierras, que lleva consigo la de realizar tanto mapas geográficos, como cartas costeras y de navegación.

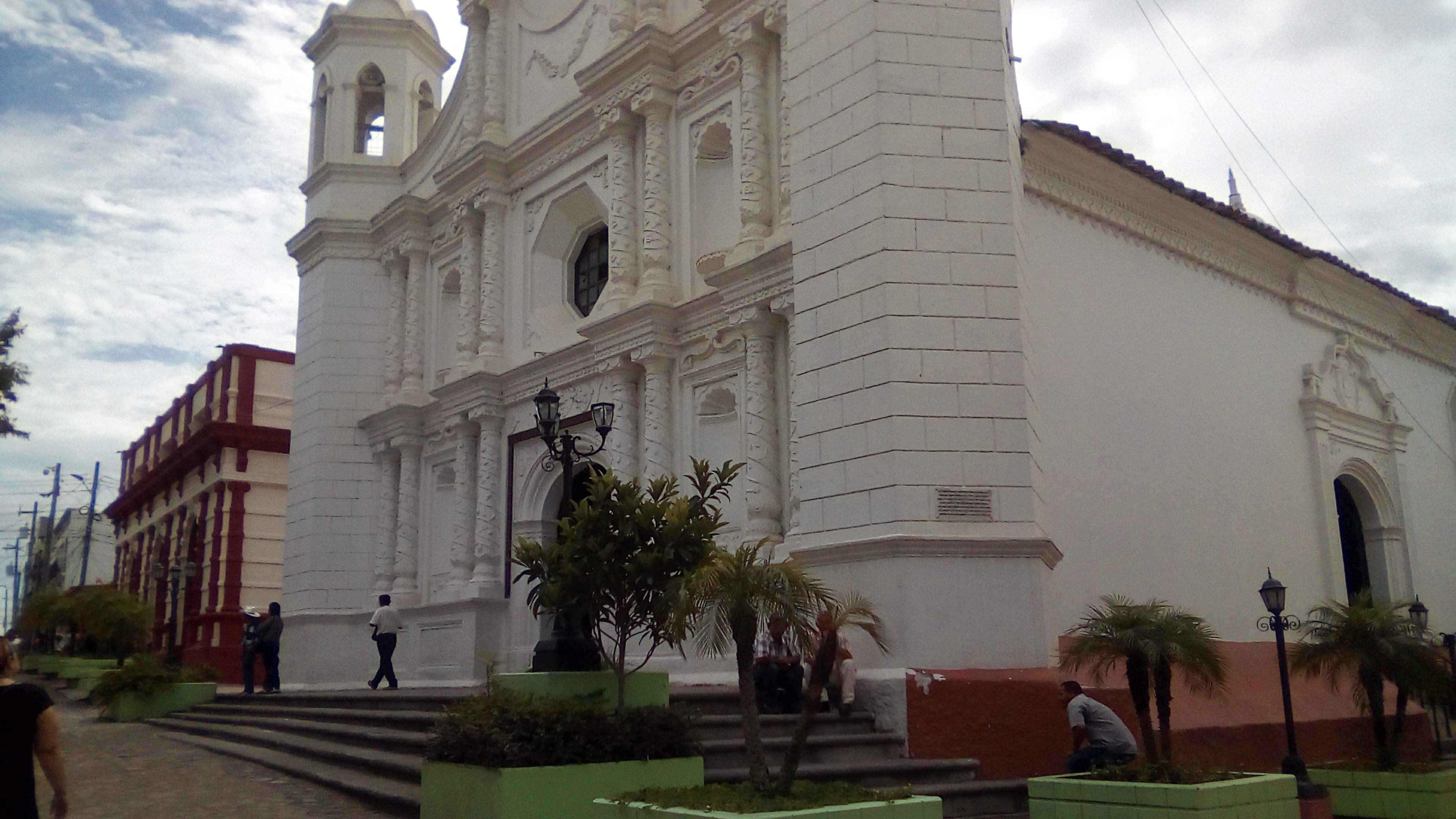
Santa Rosa de Copán

En 1526 el conquistador don Hernán Cortés tuvo conocimiento por medio de díceres que en la selva de la mosquitia hondureña se encontraba una ciudad de tal esplendor como Tenochtitlán, llamada aquí la Ciudad Blanca en la cual sus edificios eran totalmente blancos; Cortés emprendió el viaje a Honduras para buscar esta magnífica ciudad, seguidamente en 1544 el obispo de Comayagua, fray Cristóbal de Pedraza aseguró haber cruzado la selva de la mosquitía y haber llegado a una ciudad blanca. Uno de los exploradores de Cortés fue el capitán don Pedro de Alvarado el adelantado llevaba consigo tantos cartógrafos y escribientes podía quienes relataban las proezas y descubrimientos en sus viajes, otro personaje fue don Diego García de Palacios que mientras exploraba los parajes y zonas montañosas entre Guatemala y Honduras, al cruzar el Río Motagua se encontró con la ciudad maya de Copán (sitio arqueológico), éste hizo tantas anotaciones de los vestigios que vio, las maravillosas edificaciones en piedra y el desconcierto que le produjeron aquellos restos de una civilización y que hizo patente en su informe redactado en 1576.
Más tarde John Lloyd Stephen también narraría sus descubrimientos y peripecias en la obra que publicó después “Incidencias de viaje en México, Yucatán y Centroamérica”. Otros personajes que recopilaron y narraron sus viajes por el territorio hondureño fueron: el fray Esteban Verdalet, quien está considerado mártir ya que perdió la vida a manos de los indios tawahkas y lencas,.
El fray Jesuita José Lino Fábregas nacido en San Miguel de Tegucigalpa y quien realizaría sus estudios superiores en la Universidad de México y realizó exhaustivas investigaciones sobre la civilización Azteca en aquel país, Fábregas fue retirado de la hermandad debido a sus obras que publicó para la enseñanza en italiano “EZPLICAZIONES DELLE FIGURE HIEROFICHE DEL CODICE BORGIANO MESSICANO, DEDICATA AL ECCELESTISSIMO E REVERENDISSIMO PRINCIPEIL SIGNORE CARIDINALES BORGIA”.

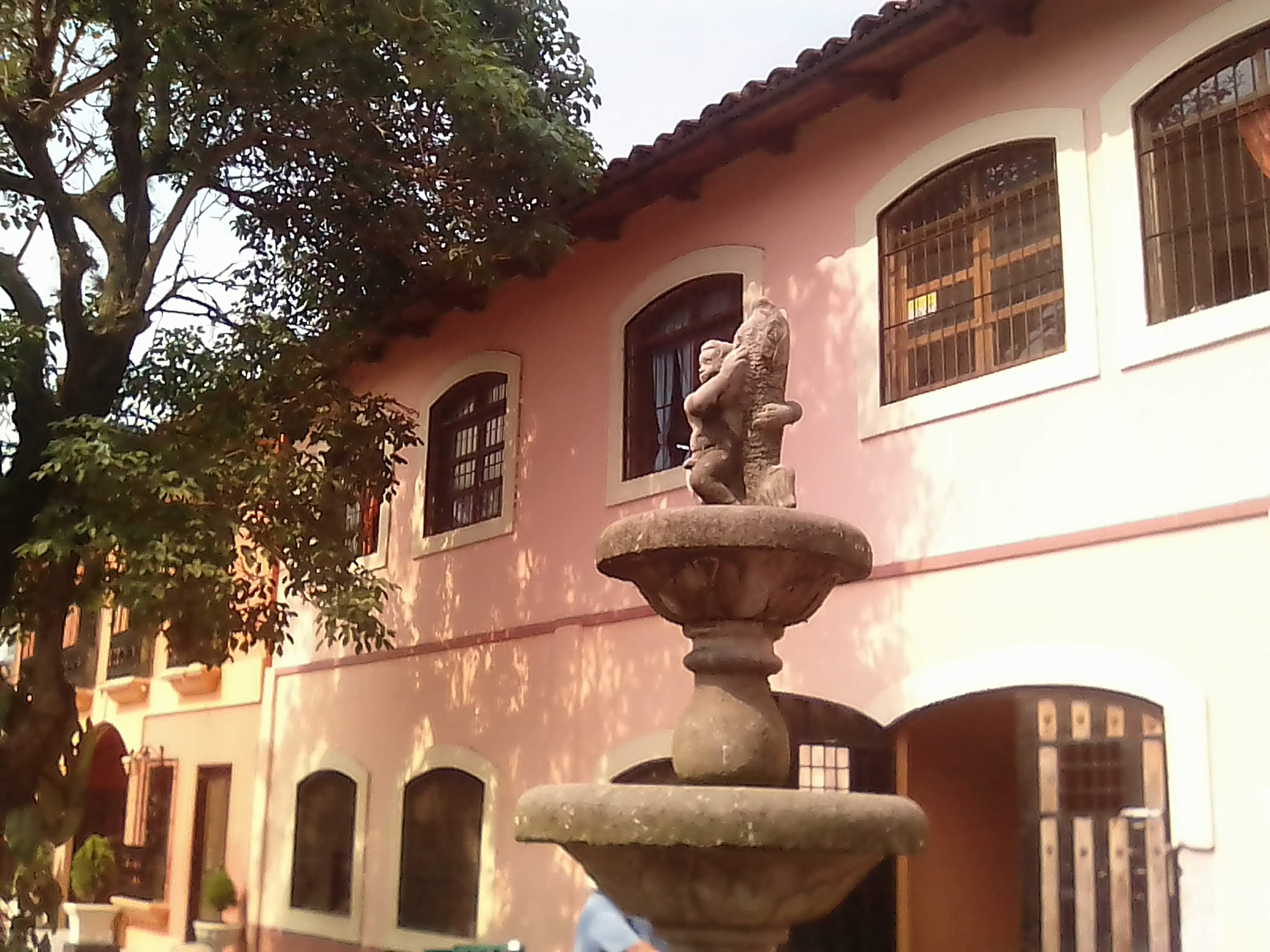
Comayagua

La dedicación del obispo de Honduras en ese tiempo fray Jerónimo de Corella quien con su visión conservadora llevaría la sede obispal de Trujillo (Honduras) a Comayagua, seguido del obispo fray Fernando Cardiñanos aventurero que recorrió el territorio y redactó sendos informes de censos para la corona española, así se pudo dar a conocer cuantos sitios y parroquias existían en Honduras, otro de los exponentes informadores fue don Alejo Conde García quien en 1790 fue el primero en informar de la llegada de colonos gallegos a Gracias a Dios, mientras ejercía de Gobernador de Honduras.
En 1805 el coronel Ramón de Anguiano también informa sobre el censo poblacional, los problemas de la provincia y del ataque a Trujillo por parte de los británicos de esto surgió la idea de colocar más defensa en el Fuerte de Santa Bárbara y mandar a construir la Fortaleza de San Fernando la más grande fortificación española de Centroamérica; con la llegada del abate Brasseur de Bourboug al sitio de Copán Ruinas en 1864, queda impresionado de los restos mayas, asimismo en una nota de ese año manifiesta como son y que sus acompañantes los señores Rob Owen y Osbert Salm han tomado fotografías del lugar.
1855 George Eprahim Squir publica sus notas sobre Honduras, en la obra Los Estados de Honduras y San Salvador. Squir, llegó a Honduras mediante la construcción del Ferrocarril Nacional de Honduras.
Para 1857 el español Antonio Calvache, edita un folleto sobre sus exploraciones en Honduras.
En 1881 llega a Copán el arqueólogo inglés Alfred Percival Maudslay quien realiza el estudió más profundo del sitio maya, luego llegarían otros científicos, profesionales y eruditos quienes han participado en dar a conocer al mundo cómo es Honduras y es así como otras muchas personas de Estados Unidos, Europa y Asia, quedaban perplejos de las narraciones y detalles en ellos plasmados, es así que empezó el “boom” turístico hacia estas tierras. Otro factor importante fue la llegada en la década final del siglo XIX y comienzos del siglo XX de las compañías transnacionales bananeras estadounidenses como la Vaccaro Bros., la Standard Fruit Company, etc. que además de fuente trabajo, varios eran los norteamericanos quienes hacían turismo por así decirlo desde aquel país del norte hacia las costas hondureñas, forjándose así una ruta turística naviera.

### Primera ruta turística hondureña
Desde la primera década del siglo XX los barcos turísticos estadounidenses hacían la ruta siguiente de los puntos considerados de mayor relieve turístico. Los barcos vapores partían desde Nueva Orleans, recorrían el Golfo de México, Tampico, puerto de Veracruz, rodeaban la península de Yucatán, llegaban a las costas Hondureñas donde sus destinos eran Puerto Cortés, Tela, La Ceiba y Trujillo, regresando por Islas de la Bahía, Mar Caribe, pasar por la La Habana en Cuba y de regreso a los Estados Unidos.

## Diversidad turística
Honduras es visitada por turistas de todo el mundo por varios motivos, entre ellos, la visita de sus bosques, islas y playas mediante cruceros, aviones o por carretera, siendo sus principales motores el turismo ecológico, el turismo cultural y el turismo arqueológico.

### Turismo ecológico
Honduras cuenta con muchos bosques, playas, arrecifes de coral y una gran diversidad de zonas protegidas ideales para hacer turismo, se estima que en Honduras existen; unas 8000 especies de plantas, alrededor de 250 reptiles y anfibios, más de 700 especies de aves y 110 especies de mamíferos, distribuidos en las diferentes regiones ecológicas de Honduras.
Honduras es muy visitada debido a la belleza de los arrecifes de corales en las Islas de la Bahía, los Cayos Cochinos y las bellas playas en Roatán como la playa de Graham's place (Islas de la Bahía), playa Omoa (cortes), playa Cienaguita (cortes), Mahogany Beach (Islas de la Bahía). Otro destino turístico es la Biosfera del Río Plátano, la biosfera natural del pico bonito, punta sal, entre otros puntos de especial interés.

### Turismo arqueológico

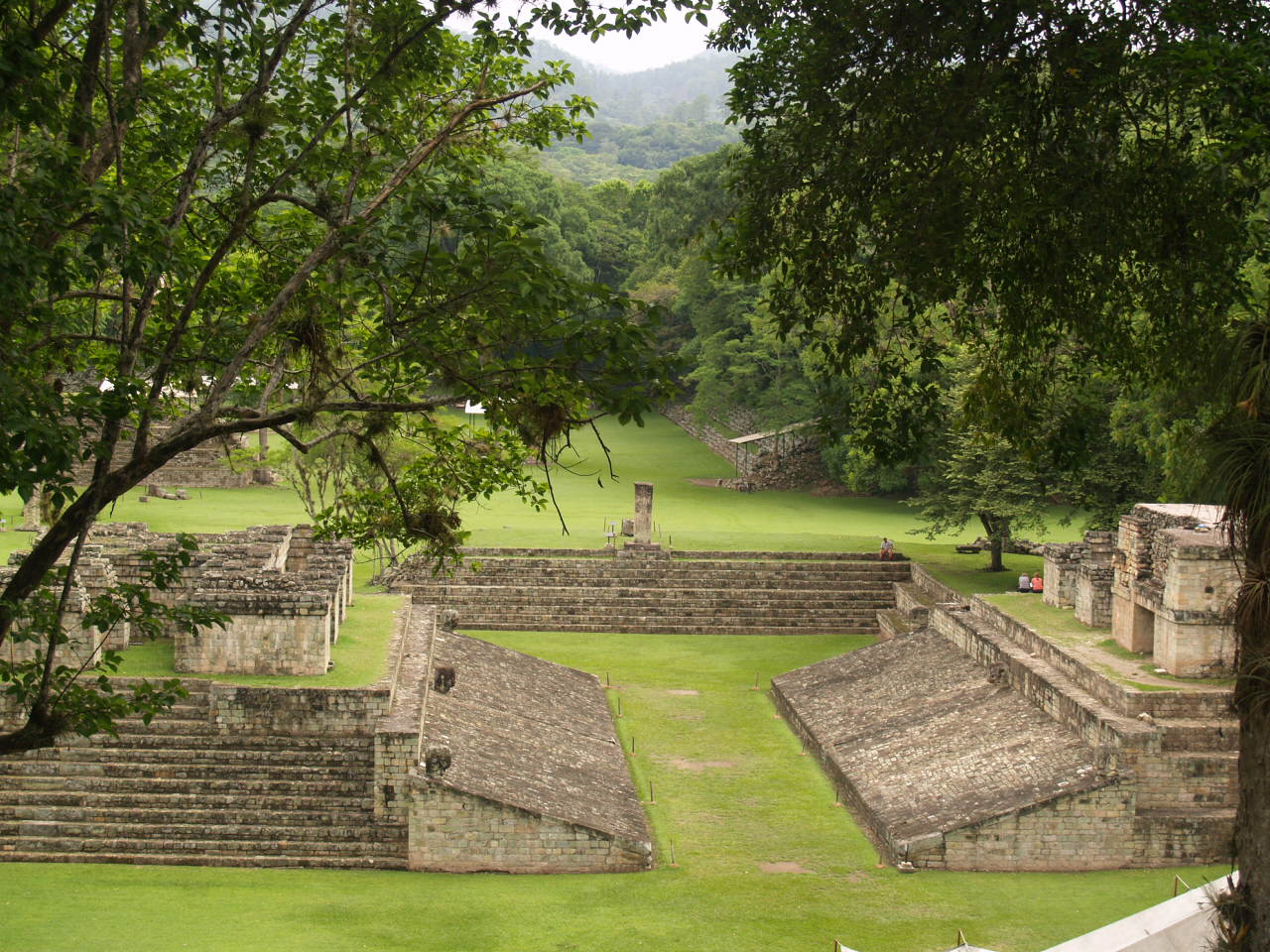
Versión final del campo juego de pelota fue dedicado por Uaxaclajuun Ub'aah K'awiil

Siempre en el siglo XIX fue cuando expertos arqueólogos, epigrafistas y mayistas se vieron volcados en acudir al rescate de la ciudad de Copán (sitio arqueológico) es así como el gobierno de Honduras implementó un programa económico y con cooperación con organismos internacionales, universidades y museos especializados con el único fin de preservar el sitio arqueológico. A su vez, colocándole en el mapa turístico junto a otras ciudades mayas mexicanas y guatemaltecas, las cuales fueron las primeras en abrirse al público. En la actualidad Honduras cuenta con museos exclusivamente con restos de la civilización maya.
Existe un marcado interés de la comunidad internacional por lugares arqueológicos como la ciudad de Copán fue construida y habitada en un periodo donde la cultura maya tuvo su mayor expresión literal, gobernada por una dinastía de 16 reyes, los mayas de Copán construyeron muchos templos, altares y estelas en alto y bajo relieve, además cuenta con el parque de pelota, es uno de los sitios más visitados por turistas en Honduras.

### Turismo cultural

#### Museos

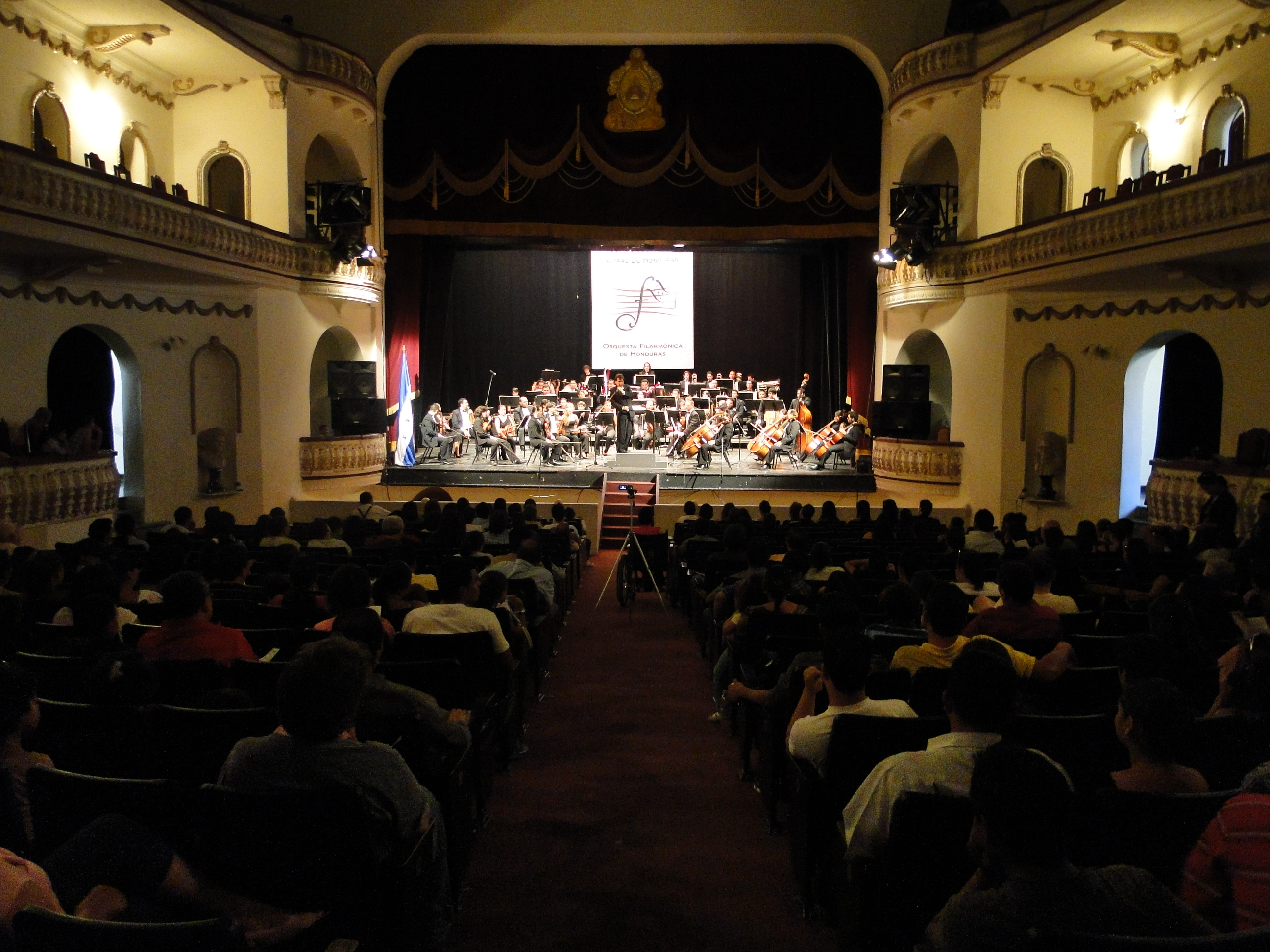
Teatro Nacional Manuel Bonilla

Honduras cuenta con una gran variedad de museos, entre los que se encuentran el Museo de Historia Republicana Villa Roy, el Museo del Hombre Hondureño, el Museo de Antropología e Historia, el Museo del Aire de Honduras y el Museo para la Identidad Nacional, entre otros.
- Archivo Nacional de Honduras
- Biblioteca Nacional de Honduras
- Museo de la Casa Presidencial de Honduras,
- Museo militar Cuartel San Francisco,
- Museo del Banco Atlántida S.A.,
- Museo del Banco Central de Honduras,
- Pinacoteca del Banco Central de Honduras,
- Teatro Nacional Manuel Bonilla,
- Museo de Antropología e Historia (Honduras),
- Museo para la Identidad Nacional,
- Museo del Hombre Hondureño,
- Museo del Aíre de Honduras,

#### Turismo histórico
- Fortaleza de San Fernando,
- Histórico Puente Mallol,
- Basílica de Suyapa,

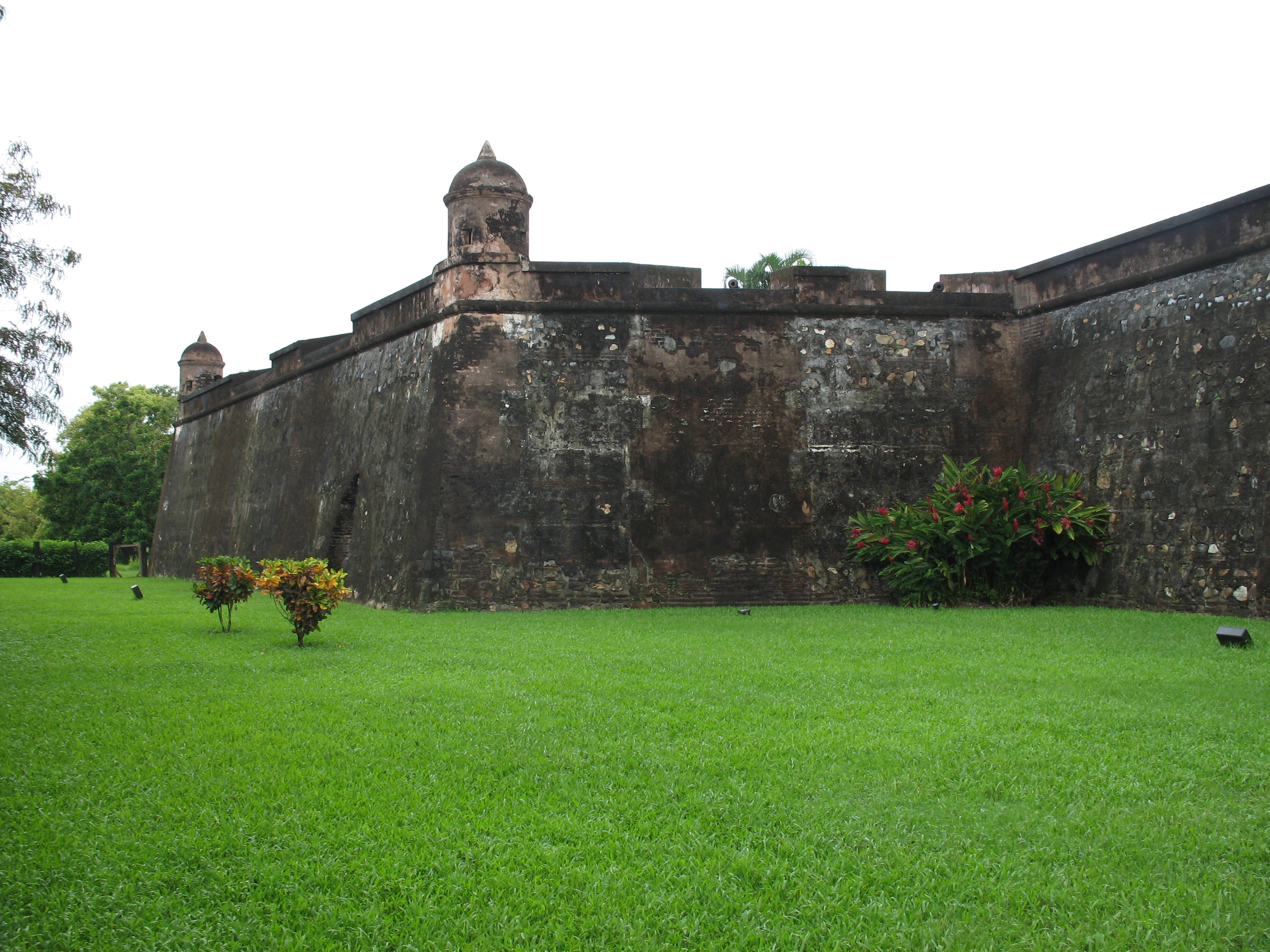
Exterior de la Fortaleza de San Fernando

- Catedral metropolitana de San Pedro Sula,
- Fortaleza de Santa Bárbara,
- Fuerte San Cristóbal.

### Turismo costero
Honduras cuenta con varios puntos turísticos en sus costas, entre ellos:
- Islas de la Bahía
- La Ceiba
- Tela
- Puerto Cortés
- Amapala
- Lago de Yojoa
- Omoa
- Trujillo

### Turismo al interior del país
Además cuenta con lugares de interés por visitar en el interior de Honduras, en el vasto territorio hondureño se pueden encontrar en sus municipios, claros ejemplos de la arquitectura tipo barroco de la colonización española, las iglesias que se mantienen fieles a la tradición cristiana de elaborar sus templos en cruz latina, los retablos, altares e imágenes, evocan al pasado colonial.
- Tegucigalpa y Comayagüela,
- San Pedro Sula,
- La Ceiba,
- Comayagua,
- Choluteca,
- Tela,
- Santa Rosa de Copán,
- Siguatepeque,
- Gracias (Lempira),
- Catacamas,
- Santa Bárbara,
- La Esperanza (Intibucá),
- Danlí,
- Juticalpa,
- Ocotepeque.

## Turismo Colonial
- Santa Rosa de Copán
- Comayagua
- Gracias (Lempira)
- Santa Bárbara (Santa Bárbara)
- La Esperanza (Intibucá)
- Siguatepeque
- Colón (Colón)
- Yuscarán
- Valle de Ángeles
- Santa Lucía (Honduras)
- San Juancito (Honduras)
- Ojojona
- San Antonio de Oriente
- Cedros (Honduras)
- El Corpus

## Necroturismo
- Cementerio General de Tegucigalpa con tumbas de personajes de la Política de Honduras y de la Literatura de Honduras
- Cementerio Viejo de Trujillo con la tumba de William Walker

## Turismo Religioso
Honduras posee lugares especiales que motivan en valores y principios cristianos a sus visitantes, Turismo cristiano, de confesión cristiana el catolicismo.
- Catedral de la Inmaculada Concepción (Comayagua)
- Iglesia de la Caridad (Comayagua)
- Iglesia de la Merced (Comayagua)
- Iglesia de San Francisco (Comayagua)
- Iglesia de San Sebastián (Comayagua)
- Basílica de Suyapa
- Iglesia de San Francisco (Tegucigalpa)
- Iglesia de Santa María de los Dolores (Tegucigalpa)
- Catedral de San Miguel Arcángel (Tegucigalpa)
- Catedral de Santa Rosa (Santa Rosa de Copán)
- Catedral de San Pedro Apóstol (San Pedro Sula)
- Catedral de San Juan Bautista (Trujillo, Honduras)
- Catedral de la Inmaculada Concepción (Juticalpa)
- Museo Colonial de Arte Religioso (galería de arte)

## Turismo museístico
- La Caxa Real (la antigua casa de la moneda)
- Museo de Comayagua (museo arqueológico de la cultura lenca)
- la casa de la cultura (galería de arte)
- Museo Colonial de Arte Religioso (galería de arte)
- Museo de Ciudad Blanca
- Museo para la Identidad Nacional
- Tela Marine
- Museo de Arqueología Maya
- Templo de Rosalila

## Geoturismo
Espeleoturismo
- Cuevas de Talgua
- Cuevas de Taulabe

Espacio atractivos geológicos no turísticos
Espeleoturismo (fines recreativos o deportivos) o Espeleología  (fines intelectuales).
- - Cueva El Tejute en San Antonio, Copán.
  - Cueva de Hato Viejo; Cueva del Boquerón en  Copán Ruinas, Copán.
  - Cueva de Malera en San Francisco de Ojuera, Santa Barbará.
  - Cueva de Pencaligüe en Santa Barbará.
  - Cataratas de Pulhapanzak, San Francisco de Yojoa, Cortés.
  - Cascada El Chorrerón en Colomoncagua, Intibucá.
  - Cañón El Torno en Valle de Ángeles, Francisco Morazán.
  - Cuevas de Ayasta en Santa Ana, Francisco Morazán.
  - Cañón de Caulato (Reserva de Biosfera por la UNESCO) en San Marcos de Colón, Choluteca.

Respiradero volcánico
- Respiradero volcánico de Zacapa

## Turismo volcánico
Honduras posee con volcanes extintos que tuvieron un pasado muy activo en el Holoceno. Volcanes activos se encuentran en el mar Caribe hondureño pero son subacuáticos.
- Norte: Útila
- Noroeste: Lago de Yojoa
- Sur: Conforman parte del Cinturón de fuego del Pacífico : Isla Zacate Grande y Isla del Tigre
- Sumergidos en el Mar Caribe Hondureño: El Complejo Volcánico Submarino del Cretácico en el Mar Caribe

## Sitios naturales con potencial turístico
- Cayos Misquitos

Compuesta por 57 cayos en el Noreste del Caribe hondureño, frente a la costa de Gracias a Dios. Ecoturismo aún no desarrollado.
- Islas del Cisne

Compuesto por dos islas, Isla Cisne Grande o Mayor, Isla Cisne Pequeña o Menor y Cayo Payaro Bobo o Booby Cay, posee una enorme bahía que une las dos islas por un estrecho. Ecoturismo aún no desarrollado.
- Isla Garrobo, Isla Inglesera y Isla Exposición

Conforman 3 islas principales ubicadas en el suroeste del Golfo de Fonseca, Océano Pacífico. Ecoturismo aún no desarrollado.

## Clima
Otro de los principales atractivos turísticos de Honduras es su clima tropical, tiene temperaturas medias superiores a los 18 grados centígrados durante todo el año, por lo que nunca se producen heladas ni hay nevadas en la región, convirtiéndola en un paraíso para los turistas de países en zonas templadas.
En Honduras se cuenta con dos estaciones, la temporada lluviosa entre los meses de mayo y noviembre y la temporada seca, entre los meses de diciembre a abril.
Debido a su clima tropical recibe muchas visitas de turistas de Norteamérica y el Europa durante su invierno entre los meses de diciembre y marzo. También recibe la visita de turistas de Sudamérica, el sur de África y Australia en sus meses de invierno entre de junio y septiembre.

## Seguridad
El país cuenta con la policía de turismo de Honduras encargada de proteger a los turistas, además brinda seguridad la Policía Nacional de Honduras, el número principal de contacto es el 911. Además la policía suele tener cooperación con el Ejército de Honduras.
- Sitios donde acudir: Ministerio Público de Honduras, Policía Nacional de Honduras, Cruz Roja Hondureña, Cuerpo de Bomberos de Honduras

## Infraestructura
Honduras cuenta con una amplia infraestructura hotelera en las principales ciudades del país, muchos hoteles de 5 estrellas con piscinas, televisión por cable, internet de banda ancha, al lado de la playa.

### Transporte
Honduras cuenta con muchos medios de transporte para movilizarse a nivel nacional, con varias rutas aéreas que conectan al país mediante sus principales aeropuertos, varios puertos internacionales para recepción de cruceros y turistas. También cuenta con amplias autopistas que conectan a las principales ciudades del país y una amplia red de carreteras que conectan el resto de ciudades en el país y un sistema ferroviario.

#### Transporte aéreo
Fue después de la Primera Guerra Mundial donde se conocieron las bondades y versatilidades de los aviones y es así como los países se interesaron en conformar una Fuerza Aérea, además los ingenieros aeronáuticos también vieron la capacidad de transportar personas en tales aparatos y es por eso que diseñaron aviones más grandes y con la finalidad del transporte. En Honduras después de la primera guerra civil de Honduras o “Revolución del 19” fue el presidente en funciones General Rafael López Gutiérrez quien se interesaría por comprar aviones para las Fuerzas Armadas y a su vez que nacionales obtuvieran su título de piloto aviador, ocurrió que se abrió una Escuela de pilotos y se mandaron a construir pistas de aterrizajes, después el territorio nacional y sus principales ciudades turísticas contaban con aeropuertos destinados así para transporte de civiles, en la década de los años 30 se abrió el correo aéreo y las rutas comerciales, la venta de boletos aéreos en 1933 costaba alrededor de 35 Lempiras.

#### Transporte ferroviario
En el siglo XIX durante las gestiones presidenciales del conservador Capitán general José María Medina se comenzó con las obras del Ferrocarril Nacional de Honduras, ideado en primer plano tanto para unir la costa norte con la costa sur en el Golfo de Fonseca, pero dicha obra debido a malos manejos e interlocutores perdió credibilidad y se enmaraño en una tremenda deuda, las líneas que fueron instaladas no llegaron a ser las planificadas y el proyecto se quedó estancado, por lo que las compañías bananeras se beneficiaron únicamente al transportar su producto hacia los principales puertos hondureños y el tren destinado para los civiles no llegó a transportar mucha clientela turística, hasta en la actualidad que se encuentra en bancarrota.

#### Carretera panamericana
La carretera internacional o panamericana cruza al país, previo a ello fue en la mitad del siglo XX cuando se mandaron a construir las principales carreteras en Honduras, uniéndose así los pueblos con las ciudades.

## Ministerio de Turismo
El titular de la Secretaría de Turismo de Honduras es el encargado de velar por el mantenimiento de los recursos turísticos del país, así como de darle la atención y publicidad necesaria en los países extranjeros, promocionando y fomentando estos recursos en stands de ferias internacionales de sociedades con mayor adquisición económica. De igual forma proyecta la cultura hondureña dentro de los círculos sociales del mundo, como de los deportistas nacionales quienes son los representantes de los distintivos y colores patrios en los eventos deportivos mundiales.